# Serie B de México 2018-19
La Temporada 2018-2019 de la Serie B fue el 43° torneo en la competencia correspondiente a la LXIX temporada de la Segunda División. El Club Cañoneros Marina se proclamó campeón del torneo al vencer por 3-2 al Deportivo Cafessa, además, el equipo naval ganó el título de la categoría en su primer año en el circuito luego de ascender desde la Tercera División. Este certamen significó el regreso del formato de torneo largo en la Segunda División, siendo acompañado por una liguilla para definir la campeón de la categoría.

## Sistema de competición
El sistema de competición de este torneo se desarrolla en dos fases:
- Fase de calificación: que se integra por las jornadas del torneo regular.
- Fase final: que se integrará por los partidos de ida y vuelta en rondas de cuartos de final, de semifinal y final

### Fase de calificación
En la fase de calificación se observa el sistema de puntos. La ubicación en la tabla general está sujeta a lo siguiente:
- Por juego ganado se obtienen tres puntos (Si el visitante gana por diferencia de 2 o más goles se lleva el punto extra).
- Por juego empatado se obtiene un punto (en caso de empate a 2 o más goles se juegan en penales el punto extra).
- Por juego perdido no se otorgan puntos.

El orden de los clubes al final de la Fase de Calificación del torneo corresponderá a la suma de los puntos obtenidos por cada uno de ellos y se presentará en forma descendente. Si al finalizar las jornadas del torneo, dos o más clubes estuviesen empatados en puntos, su posición en la Tabla general será determinada atendiendo a los siguientes criterios de desempate:
1. Mejor diferencia entre los goles anotados y recibidos.
2. Mayor número de goles anotados.
3. Marcadores particulares entre los Clubes empatados.
4. Mayor número de goles anotados como visitante.
5. Mejor ubicado en la Tabla general de cociente.
6. Tabla Fair Play.
7. Sorteo.

Para determinar los lugares que ocuparán los clubes que participen en la fase final del torneo se tomará como base la Tabla General.
Participarán automáticamente por el título de Campeón de la Serie B los ocho lugares de la clasificación general.

### Fase final
Los ocho clubes calificados para cada liguilla del torneo serán reubicados de acuerdo con el lugar que ocupen en la Tabla General de la Temporada al término de la última jornada, con el puesto del número uno al club mejor clasificado, y así hasta el #8. Los partidos a esta fase se desarrollarán a visita, en las siguientes etapas:
- Cuartos de final
- Semifinales
- Final

Los clubes vencedores en los partidos de cuartos de final y semifinal serán aquellos que en los dos juegos anoten el mayor número de goles. De existir empate en el número de goles anotados, la posición se definirá a favor del club con mayor cantidad de goles a favor cuando actúe como visitante.
Si una vez aplicado el criterio anterior los clubes siguieran empatados, se observará la posición de los clubes en la tabla general de clasificación.
Los partidos correspondientes a la Fase final se jugarán obligatoriamente los días miércoles y sábado, y jueves y domingo eligiendo, en su caso, exclusivamente en forma descendente, los cuatro clubes mejor clasificados en la Tabla general al término de la jornada final, el día y horario de su partido como local. Los siguientes cuatro clubes podrán elegir únicamente el horario.
El club vencedor de la Final y por lo tanto campeón, será aquel que en los dos partidos anote el mayor número de goles. Si al término del tiempo reglamentario el partido está empatado, se agregarán dos tiempos extras de 15 minutos cada uno. De persistir el empate en estos periodos, se procederá a lanzar tiros penales hasta que resulte un vencedor.
Los partidos de cuartos de final se jugarán de la siguiente manera:
2° vs 7°
3° vs 6°
En las semifinales participarán los cuatro clubes vencedores de cuartos de final, reubicándolos del uno al cuatro, de acuerdo a su mejor posición en la Tabla general de clasificación al término de la última jornada del torneo, enfrentándose:
2° vs 3°
Disputarán el título de Campeón de la temporada los dos clubes vencedores de la fase semifinal correspondiente, reubicándolos del uno al dos, de acuerdo a su mejor posición en la Tabla general de clasificación al término de las jornadas del torneo.

## Cambios
- Chapulineros de Oaxaca no participan esta temporada por no recibir el aval de la Federación Mexicana de Fútbol para formar parte de la competencia.[1]
- Zitácuaro y Tecamachalco  no participan en esta temporada.
- Cimarrones "B", Correcaminos "B", Leones Negros "B", Orizaba, Tlaxcala, Universidad Autónoma de Zacatecas y Yalmakan fueron aprobados para participar en la Serie A, por lo que dejan esta subdivisión.
- Club Marina, subcampeón de la Tercera División, ocupa la plaza de ascenso a Serie B.
- Calor cambia su sede de Gómez Palacio a Monclova.
- Internacional de San Miguel de Allende cambia de nombre y sede, se traslada a San Luis Potosí y pasa a llamarse FC Potosino.
- Constructores de Gómez Palacio y Deportivo Gladiadores confirmaron su participación en fecha límite.

## Equipos participantes

### Equipos por Entidad Federativa
Se muestran las localizaciones en mapa de equipos de Segunda División de México 2018-2019 ramal Serie B.
Para la temporada 2017-2018, la entidad federativa de la República Mexicana con más equipos en la Serie B es el Estado de México con tres equipos.
| Entidad Federativa | N.º | Equipos                                                 |
| ------------------ | --- | ------------------------------------------------------- |
| Estado de México   | 3   | Ciervos, Deportivo Chimalhuacán y Deportivo Gladiadores |
| Zacatecas          | 2   | Fresnillo y Mineros "B"                                 |
| Coahuila           | 2   | Atlético Soccer y Calor                                 |
| Ciudad de México   | 1   | Club Marina                                             |
| Durango            | 1   | Constructores de Gómez Palacio                          |
| Chiapas            | 1   | Ocelotes UNACH                                          |
| Guanajuato         | 1   | Celaya "B"                                              |
| Jalisco            | 1   | Deportivo Cafessa                                       |
| Michoacán          | 1   | Sahuayo                                                 |
| Morelos            | 1   | Cuautla                                                 |
| San Luis Potosí    | 1   | FC Potosino                                             |
| Sinaloa            | 1   | Dorados "B"                                             |

### Información sobre los equipos participantes
El 6 de julio de 2018 la Liga Premier anunció los equipos que formarían parte de la competencia en la temporada 2018-19 de manera provisional, finalmente se integraron 16 equipos en el torneo, por este motivo se eliminaron los grupos, de esta manera todos los clubes participantes pasaron a jugar en un grupo único.
| Equipo                 | Entrenador             | Sede                                | Estadio                                 | Capacidad | Filial               |
| ---------------------- | ---------------------- | ----------------------------------- | --------------------------------------- | --------- | -------------------- |
| Atlético Saltillo      | Francisco Gamboa       | Saltillo, Coahuila                  | Olímpico Francisco I. Madero            | 7,000     |                      |
| Calor                  | Luis Lozoya            | Monclova, Coahuila                  | Ciudad Deportiva Nora Leticia Rocha     | 4,000     |                      |
| Cañoneros Marina       | José Gerardo Espinoza  | Xochimilco, Ciudad de México        | Momoxco                                 | 3,500     |                      |
| Celaya "B"             | Luis Melgar            | Celaya, Guanajuato                  | Miguel Alemán Valdés                    | 23,369    | Celaya F.C.          |
| Ciervos F. C.          | Francisco Javier Garay | Chalco, Estado de México            | Arreola                                 | 2,000     |                      |
| Constructores          | José Luis Muñoz        | Gómez Palacio, Durango              | Unidad Dptva. Francisco Gómez Palacio   | 5,000     |                      |
| Deportivo Cafessa      | Jaime Durán            | Tlajomulco, Jalisco                 | Unidad Deportiva Mariano Otero          | 3,000     |                      |
| Cuautla                | Carlos González        | Cuautla, Morelos                    | Isidro Gil Tapia                        | 5,000     |                      |
| Deportivo Chimalhuacán | Pablo Robles           | Chimalhuacán, Estado de México      | La Laguna                               | 2,000     |                      |
| Deportivo Gladiadores  | René Fuentes           | Cuautitlán, Estado de México        | Los Pinos                               | 5,000     |                      |
| Dorados "B"            | Marco Marroquín        | Culiacán, Sinaloa                   | Juventud                                | 2,000     | Dorados de Sinaloa   |
| Fresnillo              | Juan Carlos Pro Méndez | Fresnillo, Zacatecas                | Minera Fresnillo                        | 6,000     |                      |
| FC Potosino            | Edmundo Ríos           | San Luis Potosí, San Luis Potosí    | Plan de San Luis                        | 18,000    |                      |
| Mineros "B"            | Víctor Montiel         | Zacatecas, Zacatecas                | Carlos Vega Villalba                    | 20,737    | Mineros de Zacatecas |
| Ocelotes UNACH         | Miguel Casanova        | San Cristóbal de las Casas, Chiapas | Municipal de San Cristóbal de las Casas | 4,000     |                      |
| Sahuayo F. C.          | José Daniel García     | Sahuayo, Michoacán                  | Unidad Deportiva Municipal              | 1,500     | C.F. Tigres UANL     |

### Cambios de entrenadores
| Equipo                | Entrenador (jornadas)                                                                                          |
| --------------------- | --- |
| Deportivo Cafessa     | Manuel Martínez Íñiguez (1 - 3) Víctor Ramírez (4 - 5) José Madrigal (6 - 15) Jaime Durán (16 - )              |
| Atlético Saltillo     | Jorge Valtonrá (1 - 3) Ricardo López Estrada (4 - 5) Guillermo Gómez Pereyra (6 - 15) Francisco Gamboa (16 - ) |
| Calor                 | Carlos Ramón Figueroa (1 - 7) Juan Compeán (8) Francisco Valdivia (9 - 15) Luiz Lozoya (16 - )                 |
| Deportivo Gladiadores | Román Reyes (1 - 10) Arturo Castañeda (11 - 15) René Fuentes (16 - )                                           |
| Cuautla               | Mauricio Hernández (1 - 15) Carlos González (16 - )                                                            |
| Celaya "B"            | José Islas (1 - 15) Luis Melgar (16 - )                                                                        |
| Sahuayo               | Raúl González Orihuela (1 - 21) José Daniel García (Interino) (22 - )                                          |

## Torneo Regular
- Horarios mostrados en tiempo local.
- Calendario oficial disponible en la página oficial de la competición (enlace roto disponible en Internet Archive; véase el historial, la primera versión y la última)..

### Primera Vuelta
| Jornada 1              | Jornada 1     | Jornada 1        | Jornada 1              | Jornada 1    | Jornada 1 | Jornada 1    | Jornada 1  | Jornada 1 | Jornada 1 |
| Local                  | Resultado     | Visitante        | Estadio                | Fecha        | Hora      | Espectadores | Amonestado | Expulsado |           |
| ---------------------- | ------------- | ---------------- | ---------------------- | ------------ | --------- | ------------ | ---------- | --------- | --------- |
| Deportivo Chimalhuacán | 0 - 1         | Calor            | La Laguna              | 24 de agosto | 16:00     | 100          | 2          | 0         |           |
| Atlético Saltillo      | 2 - 0         | Cuautla          | O. Francisco I. Madero | 24 de agosto | 20:00     | 500          | 4          | 0         |           |
| Deportivo Cafessa      | 0 - 2         | Ocelotes UNACH   | U.D. Mariano Otero     | 24 de agosto | 20:00     | 150          | 1          | 0         |           |
| FC Potosino            | (4) 2 - 2 (3) | Gladiadores      | Plan de San Luis       | 25 de agosto | 16:00     | 320          | 4          | 0         |           |
| Constructores          | 0 - 0         | Dorados "B"      | U.D. Gómez Palacio     | 25 de agosto | 16:00     | 200          | 6          | 0         |           |
| Sahuayo                | 0 - 2         | Mineros "B"      | U.D. Municipal         | 25 de agosto | 17:00     | 800          | 2          | 0         |           |
| Fresnillo              | 1 - 1         | Ciervos          | Minera Fresnillo       | 25 de agosto | 19:00     | 150          | 2          | 0         |           |
| Celaya "B"             | 0 - 3         | Cañoneros Marina | Miguel Alemán Valdés   | 26 de agosto | 12:00     | 100          | 1          | 1         |           |

| Jornada 2        | Jornada 2 | Jornada 2              | Jornada 2               | Jornada 2       | Jornada 2 | Jornada 2    | Jornada 2  | Jornada 2 |
| Local            | Resultado | Visitante              | Estadio                 | Fecha           | Hora      | Espectadores | Amonestado | Expulsado |
| ---------------- | --------- | ---------------------- | ----------------------- | --------------- | --------- | ------------ | ---------- | --------- |
| Ciervos          | 2 - 1     | Constructores          | Arreola                 | 31 de agosto    | 16:00     | 150          | 3          | 0         |
| Ocelotes UNACH   | 1 - 2     | Celaya "B"             | Municipal San Cristóbal | 31 de agosto    | 18:00     | 300          | 3          | 0         |
| Calor            | 2 - 1     | Fresnillo              | C.D. Nora Leticia Rocha | 31 de agosto    | 20:00     | 1 480        | 5          | 1         |
| Dorados "B"      | 1 - 3     | Deportivo Cafessa      | Juventud                | 1 de septiembre | 10:00     | 100          | 1          | 0         |
| Mineros "B"      | 3 - 1     | Atlético Saltillo      | Carlos Vega Villalba    | 1 de septiembre | 11:00     | 50           | 1          | 0         |
| Gladiadores      | 1 - 1     | Sahuayo                | Los Pinos               | 1 de septiembre | 16:00     | 300          | 1          | 2         |
| Cañoneros Marina | 2 - 3     | FC Potosino            | Momoxco                 | 1 de septiembre | 16:00     | 100          | 4          | 1         |
| Cuautla          | 1 - 1     | Deportivo Chimalhuacán | Isidro Gil Tapia        | 3 de septiembre | 17:00     | 1 500        | 5          | 2         |

| Jornada 3              | Jornada 3 | Jornada 3        | Jornada 3               | Jornada 3       | Jornada 3 | Jornada 3    | Jornada 3  | Jornada 3 | Jornada 3 |
| Local                  | Resultado | Visitante        | Estadio                 | Fecha           | Hora      | Espectadores | Amonestado | Expulsado |           |
| ---------------------- | --------- | ---------------- | ----------------------- | --------------- | --------- | ------------ | ---------- | --------- | --------- |
| Deportivo Chimalhuacán | 2 - 1     | Mineros "B"      | La Laguna               | 7 de septiembre | 16:00     | 200          | 2          | 1         |           |
| Calor                  | 1 – 0     | Cuautla          | C.D. Nora Leticia Rocha | 7 de septiembre | 20:00     | 1 500        | 4          | 0         |           |
| Atlético Saltillo      | 1 - 1     | Gladiadores      | O. Francisco I. Madero  | 7 de septiembre | 20:00     | 500          | 3          | 0         |           |
| Deportivo Cafessa      | 1 - 2     | Ciervos          | U.D. Mariano Otero      | 7 de septiembre | 20:00     | 100          | 2          | 1         |           |
| FC Potosino            | 1 - 2     | Ocelotes UNACH   | Plan de San Luis        | 8 de septiembre | 16:00     | 100          | 4          | 0         |           |
| Sahuayo                | 1 - 1     | Cañoneros Marina | U.D. Municipal          | 8 de septiembre | 17:00     | 200          | 3          | 0         |           |
| Fresnillo              | 4 - 1     | Constructores    | Minera Fresnillo        | 8 de septiembre | 19:00     | 1 000        | 2          | 0         |           |
| Celaya "B"             | 3 - 2     | Dorados "B"      | Miguel Alemán Valdés    | 9 de septiembre | 12:00     | 200          | 3          | 0         |           |

| Jornada 4        | Jornada 4     | Jornada 4              | Jornada 4               | Jornada 4        | Jornada 4 | Jornada 4    | Jornada 4  | Jornada 4 | Jornada 4 |
| Local            | Resultado     | Visitante              | Estadio                 | Fecha            | Hora      | Espectadores | Amonestado | Expulsado |           |
| ---------------- | ------------- | ---------------------- | ----------------------- | ---------------- | --------- | ------------ | ---------- | --------- | --------- |
| Ciervos          | 1 - 0         | Celaya "B"             | Arreola                 | 14 de septiembre | 16:00     | 100          | 4          | 0         |           |
| Ocelotes UNACH   | 4 - 1         | Sahuayo                | Municipal San Cristóbal | 14 de septiembre | 18:00     | 1 500        | 0          | 2         |           |
| Dorados "B"      | 1 - 2         | FC Potosino            | Juventud                | 15 de septiembre | 10:00     | 148          | 5          | 1         |           |
| Cuautla          | (4) 2 - 2 (3) | Fresnillo              | Isidro Gil Tapia        | 15 de septiembre | 16:00     | 500          | 2          | 0         |           |
| Gladiadores      | 0 - 4         | Deportivo Chimalhuacán | Los Pinos               | 15 de septiembre | 16:00     | 200          | 2          | 0         |           |
| Cañoneros Marina | 3 - 2         | Atlético Saltillo      | Momoxco                 | 15 de septiembre | 16:00     | 100          | 1          | 0         |           |
| Constructores    | 4 - 3         | Deportivo Cafessa      | U.D. Gómez Palacio      | 15 de septiembre | 16:00     | 200          | 4          | 1         |           |
| Mineros "B"      | 3 - 1         | Calor                  | Carlos Vega Villalba    | 17 de septiembre | 17:00     | 200          | 3          | 0         |           |

| Jornada 5              | Jornada 5 | Jornada 5         | Jornada 5               | Jornada 5        | Jornada 5 | Jornada 5    | Jornada 5  | Jornada 5 | Jornada 5 |
| Local                  | Resultado | Visitante         | Estadio                 | Fecha            | Hora      | Espectadores | Amonestado | Expulsado |           |
| ---------------------- | --------- | ----------------- | ----------------------- | ---------------- | --------- | ------------ | ---------- | --------- | --------- |
| Deportivo Chimalhuacán | 2 - 1     | Cañoneros Marina  | La Laguna               | 21 de septiembre | 16:00     | 200          | 0          | 2         |           |
| Calor                  | 1 - 1     | Gladiadores       | C.D. Nora Leticia Rocha | 21 de septiembre | 20:00     | 1 500        | 5          | 0         |           |
| Atlético Saltillo      | 1 - 0     | Ocelotes UNACH    | O. Francisco I. Madero  | 21 de septiembre | 20:00     | 700          | 4          | 1         |           |
| Cuautla                | 0 - 2     | Mineros "B"       | Isidro Gil Tapia        | 22 de septiembre | 16:00     | 500          | 0          | 0         |           |
| Sahuayo                | 1 - 1     | Dorados "B"       | U.D. Municipal          | 22 de septiembre | 16:00     | 400          | 2          | 0         |           |
| Fresnillo              | 1 - 2     | Deportivo Cafessa | Minera Fresnillo        | 22 de septiembre | 19:00     | 100          | 2          | 0         |           |
| Celaya "B"             | 2 - 1     | Constructores     | Miguel Alemán Valdés    | 23 de septiembre | 12:00     | 100          | 3          | 0         |           |
| FC Potosino            | 2 - 0     | Ciervos           | Plan de San Luis        | 24 de septiembre | 17:00     | 150          | 5          | 2         |           |

| Jornada 6         | Jornada 6 | Jornada 6              | Jornada 6               | Jornada 6        | Jornada 6 | Jornada 6    | Jornada 6  | Jornada 6 | Jornada 6 |
| Local             | Resultado | Visitante              | Estadio                 | Fecha            | Hora      | Espectadores | Amonestado | Expulsado |           |
| ----------------- | --------- | ---------------------- | ----------------------- | ---------------- | --------- | ------------ | ---------- | --------- | --------- |
| Ciervos           | 1 - 2     | Sahuayo                | Arreola                 | 28 de septiembre | 16:00     | 150          | 2          | 0         |           |
| Ocelotes UNACH    | 1 - 1     | Deportivo Chimalhuacán | Municipal San Cristóbal | 28 de septiembre | 18:00     | 1 500        | 4          | 0         |           |
| Deportivo Cafessa | 1 - 1     | Celaya "B"             | U.D. Mariano Otero      | 28 de septiembre | 20:00     | 500          | 1          | 0         |           |
| Dorados "B"       | 1 - 2     | Atlético Saltillo      | Juventud                | 29 de septiembre | 10:00     | 100          | 4          | 0         |           |
| Gladiadores       | 0 - 0     | Cuautla                | Los Pinos               | 29 de septiembre | 16:00     | 100          | 2          | 1         |           |
| Cañoneros Marina  | 1 - 1     | Calor                  | Momoxco                 | 29 de septiembre | 16:00     | 200          | 4          | 1         |           |
| Constructores     | 1 - 1     | FC Potosino            | U.D. Gómez Palacio      | 29 de septiembre | 16:00     | 120          | 9          | 2         |           |
| Mineros "B"       | 3 - 0     | Fresnillo              | Carlos Vega Villalba    | 30 de septiembre | 11:00     | 70           | 0          | 0         |           |

| Jornada 7              | Jornada 7     | Jornada 7         | Jornada 7               | Jornada 7    | Jornada 7 | Jornada 7    | Jornada 7  | Jornada 7 | Jornada 7 |
| Local                  | Resultado     | Visitante         | Estadio                 | Fecha        | Hora      | Espectadores | Amonestado | Expulsado |           |
| ---------------------- | ------------- | ----------------- | ----------------------- | ------------ | --------- | ------------ | ---------- | --------- | --------- |
| Deportivo Chimalhuacán | 1 - 1         | Dorados "B"       | La Laguna               | 5 de octubre | 16:00     | 100          | 0          | 0         |           |
| Calor                  | 0 - 1         | Ocelotes UNACH    | C.D. Nora Leticia Rocha | 5 de octubre | 20:00     | 1 800        | 4          | 0         |           |
| Atlético Saltillo      | 1 - 2         | Ciervos           | O. Francisco I. Madero  | 5 de octubre | 20:00     | 500          | 3          | 1         |           |
| Mineros "B"            | 3 - 0         | Gladiadores       | Carlos Vega Villalba    | 6 de octubre | 11:00     | 50           | 1          | 0         |           |
| Cuautla                | 2 - 1         | Cañoneros Marina  | Isidro Gil Tapia        | 6 de octubre | 16:00     | 300          | 7          | 0         |           |
| Fresnillo              | (5) 2 - 2 (6) | Celaya "B"        | Minera Fresnillo        | 6 de octubre | 19:00     | 500          | 4          | 1         |           |
| Sahuayo                | 2 - 4         | Constructores     | U.D. Municipal          | 8 de octubre | 17:00     | 500          | 5          | 0         |           |
| FC Potosino            | 0 - 3         | Deportivo Cafessa | Plan de San Luis        | Suspendido   | N.D.      | NO           | 0          | 0         |           |

| Jornada 8         | Jornada 8 | Jornada 8              | Jornada 8               | Jornada 8     | Jornada 8 | Jornada 8    | Jornada 8  | Jornada 8 | Jornada 8 |
| Local             | Resultado | Visitante              | Estadio                 | Fecha         | Hora      | Espectadores | Amonestado | Expulsado |           |
| ----------------- | --------- | ---------------------- | ----------------------- | ------------- | --------- | ------------ | ---------- | --------- | --------- |
| Ciervos           | 2 - 0     | Deportivo Chimalhuacán | Arreola                 | 12 de octubre | 16:00     | 200          | 2          | 0         |           |
| Ocelotes UNACH    | 0 - 0     | Cuautla                | Municipal San Cristóbal | 12 de octubre | 18:00     | 400          | 2          | 0         |           |
| Deportivo Cafessa | 1 - 1     | Sahuayo                | U.D. Mariano Otero      | 12 de octubre | 20:00     | 300          | 2          | 1         |           |
| Dorados "B"       | 2 - 0     | Calor                  | Juventud                | 13 de octubre | 10:00     | 100          | 3          | 0         |           |
| Cañoneros Marina  | 1 - 3     | Mineros "B"            | Momoxco                 | 13 de octubre | 12:00     | 74           | 3          | 1         |           |
| Gladiadores       | 0 - 0     | Fresnillo              | Los Pinos               | 13 de octubre | 16:00     | 100          | 0          | 0         |           |
| Constructores     | 1 - 0     | Atlético Saltillo      | U.D. Gómez Palacio      | 13 de octubre | 16:00     | 200          | 4          | 0         |           |
| Celaya "B"        | 4 - 0     | FC Potosino            | Miguel Alemán Valdés    | 14 de octubre | 12:00     | 200          | 6          | 0         |           |

| Jornada 9              | Jornada 9     | Jornada 9         | Jornada 9               | Jornada 9     | Jornada 9 | Jornada 9    | Jornada 9  | Jornada 9 | Jornada 9 |
| Local                  | Resultado     | Visitante         | Estadio                 | Fecha         | Hora      | Espectadores | Amonestado | Expulsado |           |
| ---------------------- | ------------- | ----------------- | ----------------------- | ------------- | --------- | ------------ | ---------- | --------- | --------- |
| Deportivo Chimalhuacán | 0 - 3         | Constructores     | La Laguna               | 19 de octubre | 16:00     | 100          | 7          | 1         |           |
| Calor                  | 1 - 0         | Ciervos           | C.D. Nora Leticia Rocha | 19 de octubre | 20:00     | 800          | 2          | 0         |           |
| Atlético Saltillo      | 1 - 3         | Deportivo Cafessa | O. Francisco I. Madero  | 19 de octubre | 20:00     | 500          | 1          | 1         |           |
| Gladiadores            | 0 - 2         | Cañoneros Marina  | Los Pinos               | 20 de octubre | 16:00     | 500          | 3          | 1         |           |
| Cuautla                | 0 - 2         | Dorados "B"       | Isidro Gil Tapia        | 20 de octubre | 16:00     | 200          | 6          | 0         |           |
| Sahuayo                | (3) 2 - 2 (2) | Celaya "B"        | U.D. Municipal          | 20 de octubre | 17:00     | 200          | 2          | 0         |           |
| Fresnillo              | 2 - 1         | FC Potosino       | Minera Fresnillo        | 20 de octubre | 19:00     | 150          | 7          | 0         |           |
| Mineros "B"            | 1 - 1         | Ocelotes UNACH    | Carlos Vega Villalba    | 21 de octubre | 11:00     | 100          | 1          | 0         |           |

| Jornada 10        | Jornada 10 | Jornada 10             | Jornada 10              | Jornada 10    | Jornada 10 | Jornada 10   | Jornada 10 | Jornada 10 | Jornada 10 |
| Local             | Resultado  | Visitante              | Estadio                 | Fecha         | Hora       | Espectadores | Amonestado | Expulsado  |            |
| ----------------- | ---------- | ---------------------- | ----------------------- | ------------- | ---------- | ------------ | ---------- | ---------- | ---------- |
| Ciervos           | 2 - 1      | Cuautla                | Arreola                 | 26 de octubre | 16:00      | 150          | 2          | 1          |            |
| Ocelotes UNACH    | 4 - 0      | Gladiadores            | Municipal San Cristóbal | 26 de octubre | 18:00      | 200          | 0          | 0          |            |
| Deportivo Cafessa | 5 - 0      | Deportivo Chimalhuacán | U.D. Mariano Otero      | 26 de octubre | 20:00      | 150          | 1          | 1          |            |
| Dorados "B"       | 2 - 4      | Mineros "B"            | Juventud                | 27 de octubre | 10:00      | 100          | 4          | 0          |            |
| Cañoneros Marina  | 2 - 4      | Fresnillo              | Momoxco                 | 27 de octubre | 12:00      | 50           | 3          | 0          |            |
| Constructores     | 0 - 0      | Calor                  | U.D. Gómez Palacio      | 27 de octubre | 16:00      | 300          | 4          | 0          |            |
| FC Potosino       | 0 - 1      | Sahuayo                | Plan de San Luis        | 27 de octubre | 16:00      | 50           | 2          | 1          |            |
| Celaya "B"        | 1 - 0      | Atlético Saltillo      | Miguel Alemán Valdés    | 28 de octubre | 12:00      | 100          | 3          | 2          |            |

| Jornada 11             | Jornada 11 | Jornada 11        | Jornada 11              | Jornada 11     | Jornada 11 | Jornada 11   | Jornada 11 | Jornada 11 | Jornada 11 |
| Local                  | Resultado  | Visitante         | Estadio                 | Fecha          | Hora       | Espectadores | Amonestado | Expulsado  |            |
| ---------------------- | ---------- | ----------------- | ----------------------- | -------------- | ---------- | ------------ | ---------- | ---------- | ---------- |
| Deportivo Chimalhuacán | 0 - 0      | Celaya "B"        | La Laguna               | 2 de noviembre | 15:00      | 100          | 3          | 0          |            |
| Calor                  | 1 - 1      | Deportivo Cafessa | C.D. Nora Leticia Rocha | 2 de noviembre | 20:00      | 1 000        | 1          | 0          |            |
| Atlético Saltillo      | 0 - 0      | FC Potosino       | O. Francisco I. Madero  | 2 de noviembre | 20:00      | 500          | 7          | 0          |            |
| Mineros "B"            | 3 - 1      | Ciervos           | Carlos Vega Villalba    | 3 de noviembre | 11:00      | 50           | 1          | 0          |            |
| Cañoneros Marina       | 0 - 0      | Ocelotes UNACH    | Momoxco                 | 3 de noviembre | 15:00      | 100          | 3          | 0          |            |
| Gladiadores            | 0 - 2      | Dorados "B"       | Los Pinos               | 3 de noviembre | 15:00      | 200          | 0          | 0          |            |
| Cuautla                | 6 - 2      | Constructores     | Isidro Gil Tapia        | 3 de noviembre | 15:00      | 500          | 5          | 0          |            |
| Fresnillo              | 3 - 1      | Sahuayo           | Minera Fresnillo        | 3 de noviembre | 19:00      | 200          | 2          | 0          |            |

| Jornada 12        | Jornada 12 | Jornada 12             | Jornada 12              | Jornada 12      | Jornada 12 | Jornada 12   | Jornada 12 | Jornada 12 | Jornada 12 |
| Local             | Resultado  | Visitante              | Estadio                 | Fecha           | Hora       | Espectadores | Amonestado | Expulsado  |            |
| ----------------- | ---------- | ---------------------- | ----------------------- | --------------- | ---------- | ------------ | ---------- | ---------- | ---------- |
| Ciervos           | 5 - 0      | Gladiadores            | Arreola                 | 9 de noviembre  | 15:00      | 200          | 0          | 0          |            |
| Ocelotes UNACH    | 1 - 1      | Fresnillo              | Municipal San Cristóbal | 9 de noviembre  | 18:00      | 1 500        | 5          | 0          |            |
| Deportivo Cafessa | 0 - 2      | Cuautla                | U.D. Mariano Otero      | 9 de noviembre  | 20:00      | 300          | 4          | 0          |            |
| Constructores     | 1 - 1      | Mineros "B"            | U.D. Gómez Palacio      | 10 de noviembre | 15:00      | 200          | 2          | 1          |            |
| FC Potosino       | 2 - 0      | Deportivo Chimalhuacán | Plan de San Luis        | 10 de noviembre | 15:00      | 10           | 2          | 1          |            |
| Sahuayo           | 2 - 1      | Atlético Saltillo      | U.D. Municipal          | 10 de noviembre | 17:00      | 100          | 5          | 0          |            |
| Celaya "B"        | 0 - 0      | Calor                  | Miguel Alemán Valdés    | 11 de noviembre | 12:00      | 100          | 1          | 1          |            |
| Dorados "B"       | 1 - 3      | Cañoneros Marina       | Banorte                 | 12 de noviembre | 16:00      | 100          | 3          | 0          |            |

| Jornada 13             | Jornada 13    | Jornada 13        | Jornada 13              | Jornada 13      | Jornada 13 | Jornada 13   | Jornada 13 | Jornada 13 | Jornada 13 |
| Local                  | Resultado     | Visitante         | Estadio                 | Fecha           | Hora       | Espectadores | Amonestado | Expulsado  |            |
| ---------------------- | ------------- | ----------------- | ----------------------- | --------------- | ---------- | ------------ | ---------- | ---------- | ---------- |
| Deportivo Chimalhuacán | 5 - 2         | Sahuayo           | La Laguna               | 16 de noviembre | 15:00      | 50           | 0          | 0          |            |
| Deportivo Cafessa      | 2 - 3         | Mineros "B"       | U.D. Mariano Otero      | 16 de noviembre | 15:00      | 100          | 3          | 1          |            |
| Ocelotes UNACH         | 1 - 1         | Dorados "B"       | Municipal San Cristóbal | 16 de noviembre | 17:00      | 1 500        | 1          | 0          |            |
| Calor                  | 0 - 1         | FC Potosino       | C.D. Nora Leticia Rocha | 16 de noviembre | 20:00      | 1 000        | 4          | 0          |            |
| Cañoneros Marina       | (5) 2 - 2 (6) | Ciervos           | Momoxco                 | 17 de noviembre | 15:00      | 100          | 2          | 0          |            |
| Gladiadores            | 1 - 3         | Constructores     | Los Pinos               | 17 de noviembre | 15:00      | 150          | 4          | 1          |            |
| Cuautla                | 3 - 1         | Celaya "B"        | Isidro Gil Tapia        | 17 de noviembre | 15:00      | 300          | 7          | 0          |            |
| Fresnillo              | 3 - 1         | Atlético Saltillo | Minera Fresnillo        | 19 de noviembre | 17:00      | 200          | 3          | 0          |            |

| Jornada 14        | Jornada 14 | Jornada 14             | Jornada 14             | Jornada 14      | Jornada 14 | Jornada 14   | Jornada 14 | Jornada 14 | Jornada 14 |
| Local             | Resultado  | Visitante              | Estadio                | Fecha           | Hora       | Espectadores | Amonestado | Expulsado  |            |
| ----------------- | ---------- | ---------------------- | ---------------------- | --------------- | ---------- | ------------ | ---------- | ---------- | ---------- |
| Ciervos           | 0 - 0      | Ocelotes UNACH         | Arreola                | 23 de noviembre | 15:00      | 100          | 2          | 0          |            |
| Deportivo Cafessa | 1 - 2      | Gladiadores            | U.D. Mariano Otero     | 23 de noviembre | 20:00      | 200          | 4          | 0          |            |
| Atlético Saltillo | 2 - 1      | Deportivo Chimalhuacán | O. Francisco I. Madero | 23 de noviembre | 20:00      | 700          | 1          | 0          |            |
| Constructores     | 1 - 2      | Cañoneros Marina       | U.D. Gómez Palacio     | 24 de noviembre | 15:00      | 100          | 6          | 0          |            |
| FC Potosino       | 2 - 1      | Cuautla                | Plan de San Luis       | 24 de noviembre | 15:00      | 20           | 1          | 0          |            |
| Sahuayo           | 1 - 2      | Calor                  | U.D. Municipal         | 24 de noviembre | 17:00      | 50           | 3          | 0          |            |
| Fresnillo         | 3 - 0      | Dorados "B"            | Minera Fresnillo       | 24 de noviembre | 19:00      | 300          | 2          | 0          |            |
| Celaya "B"        | 2 - 1      | Mineros "B"            | Miguel Alemán Valdés   | 26 de noviembre | 17:00      | 400          | 2          | 0          |            |

| Jornada 15             | Jornada 15 | Jornada 15        | Jornada 15              | Jornada 15      | Jornada 15 | Jornada 15   | Jornada 15 | Jornada 15 | Jornada 15 |
| Local                  | Resultado  | Visitante         | Estadio                 | Fecha           | Hora       | Espectadores | Amonestado | Expulsado  |            |
| ---------------------- | ---------- | ----------------- | ----------------------- | --------------- | ---------- | ------------ | ---------- | ---------- | ---------- |
| Deportivo Chimalhuacán | 0 - 3      | Fresnillo         | La Laguna               | 30 de noviembre | 15:00      | 50           | 3          | 0          |            |
| Ocelotes UNACH         | 2 - 1      | Constructores     | Municipal San Cristóbal | 30 de noviembre | 17:00      | 150          | 4          | 0          |            |
| Calor                  | 0 - 2      | Atlético Saltillo | C.D. Nora Leticia Rocha | 30 de noviembre | 20:00      | 1 500        | 2          | 0          |            |
| Dorados "B"            | 2 - 0      | Ciervos           | Juventud                | 1 de diciembre  | 10:00      | 100          | 2          | 0          |            |
| Mineros "B"            | 2 - 0      | FC Potosino       | Carlos Vega Villalba    | 1 de diciembre  | 11:00      | 50           | 7          | 1          |            |
| Cañoneros Marina       | 0 - 1      | Deportivo Cafessa | Momoxco                 | 1 de diciembre  | 15:00      | 50           | 1          | 0          |            |
| Gladiadores            | 0 - 4      | Celaya "B"        | Los Pinos               | 1 de diciembre  | 15:00      | 100          | 1          | 0          |            |
| Cuautla                | 0 - 0      | Sahuayo           | Isidro Gil Tapia        | 1 de diciembre  | 15:00      | 300          | 2          | 0          |            |

### Segunda Vuelta
| Jornada 16       | Jornada 16 | Jornada 16             | Jornada 16              | Jornada 16  | Jornada 16 | Jornada 16   | Jornada 16 | Jornada 16 |
| Local            | Resultado  | Visitante              | Estadio                 | Fecha       | Hora       | Espectadores | Amonestado | Expulsado  |
| ---------------- | ---------- | ---------------------- | ----------------------- | ----------- | ---------- | ------------ | ---------- | ---------- |
| Ciervos          | 0 - 1      | Fresnillo              | Arreola                 | 11 de enero | 15:00      | 200          | 5          | 0          |
| Ocelotes UNACH   | 0 - 0      | Deportivo Cafessa      | Municipal San Cristóbal | 11 de enero | 17:00      | 800          | 2          | 0          |
| Calor            | 0 - 0      | Deportivo Chimalhuacán | C.D. Nora Leticia Rocha | 11 de enero | 20:00      | 800          | 4          | 0          |
| Dorados "B"      | 4 - 0      | Constructores          | Juventud                | 12 de enero | 10:00      | 100          | 3          | 0          |
| Mineros "B"      | 3 - 0      | Sahuayo                | Carlos Vega Villalba    | 12 de enero | 11:00      | 50           | 1          | 0          |
| Cuautla          | 2 - 0      | Atlético Saltillo      | Isidro Gil Tapia        | 12 de enero | 15:00      | 300          | 1          | 0          |
| Cañoneros Marina | 1 - 1      | Celaya "B"             | Momoxco                 | 12 de enero | 15:00      | 50           | 1          | 1          |
| Gladiadores      | 3 - 0      | FC Potosino            | Los Pinos               | Suspendido  | N/A        | N/A          | 0          | 0          |

| Jornada 17             | Jornada 17    | Jornada 17       | Jornada 17             | Jornada 17  | Jornada 17 | Jornada 17   | Jornada 17 | Jornada 17 | Jornada 17 |
| Local                  | Resultado     | Visitante        | Estadio                | Fecha       | Hora       | Espectadores | Amonestado | Expulsado  |            |
| ---------------------- | ------------- | ---------------- | ---------------------- | ----------- | ---------- | ------------ | ---------- | ---------- | ---------- |
| Atlético Saltillo      | 3 - 1         | Mineros "B"      | O. Francisco I. Madero | 18 de enero | 20:00      | 1 000        | 2          | 0          |            |
| FC Potosino            | 1 - 2         | Cañoneros Marina | Plan de San Luis       | 19 de enero | 15:00      | 50           | 2          | 1          |            |
| Constructores          | 0 - 3         | Ciervos          | U.D. Gómez Palacio     | 19 de enero | 15:00      | 100          | 1          | 1          |            |
| Sahuayo                | 1 - 1         | Gladiadores      | U.D. Municipal         | 19 de enero | 17:00      | 200          | 4          | 0          |            |
| Fresnillo              | (4) 2 - 2 (5) | Calor            | Minera Fresnillo       | 19 de enero | 19:00      | 100          | 1          | 1          |            |
| Deportivo Cafessa      | 2 - 1         | Dorados "B"      | U.D. Mariano Otero     | 19 de enero | 19:00      | 100          | 0          | 0          |            |
| Celaya "B"             | 1 - 0         | Ocelotes UNACH   | Miguel Alemán Valdés   | 20 de enero | 12:00      | 100          | 4          | 0          |            |
| Deportivo Chimalhuacán | 1 - 1         | Cuautla          | La Laguna              | 21 de enero | 17:00      | 150          | 2          | 0          |            |

| Jornada 18       | Jornada 18 | Jornada 18             | Jornada 18              | Jornada 18  | Jornada 18 | Jornada 18   | Jornada 18 | Jornada 18 | Jornada 18 |
| Local            | Resultado  | Visitante              | Estadio                 | Fecha       | Hora       | Espectadores | Amonestado | Expulsado  |            |
| ---------------- | ---------- | ---------------------- | ----------------------- | ----------- | ---------- | ------------ | ---------- | ---------- | ---------- |
| Ciervos          | 1 - 1      | Deportivo Cafessa      | Arreola                 | 25 de enero | 15:00      | 400          | 3          | 1          |            |
| Ocelotes UNACH   | 4 - 0      | FC Potosino            | Municipal San Cristóbal | 25 de enero | 17:00      | 500          | 6          | 1          |            |
| Dorados "B"      | 1 - 1      | Celaya "B"             | Juventud                | 26 de enero | 10:00      | 102          | 4          | 0          |            |
| Mineros "B"      | 4 - 1      | Deportivo Chimalhuacán | Carlos Vega Villalba    | 26 de enero | 11:00      | 100          | 0          | 0          |            |
| Cuautla          | 2 - 1      | Calor                  | Isidro Gil Tapia        | 26 de enero | 15:00      | 300          | 2          | 0          |            |
| Gladiadores      | 1 - 2      | Atlético Saltillo      | Los Pinos               | 26 de enero | 15:00      | 200          | 3          | 0          |            |
| Cañoneros Marina | 4 - 2      | Sahuayo                | Momoxco                 | 26 de enero | 15:00      | 100          | 2          | 0          |            |
| Constructores    | 0 - 0      | Fresnillo              | U.D. Gómez Palacio      | 26 de enero | 15:00      | 100          | 0          | 0          |            |

| Jornada 19             | Jornada 19 | Jornada 19       | Jornada 19              | Jornada 19   | Jornada 19 | Jornada 19   | Jornada 19 | Jornada 19 | Jornada 19 |
| Local                  | Resultado  | Visitante        | Estadio                 | Fecha        | Hora       | Espectadores | Amonestado | Expulsado  |            |
| ---------------------- | ---------- | ---------------- | ----------------------- | ------------ | ---------- | ------------ | ---------- | ---------- | ---------- |
| Deportivo Chimalhuacán | 3 - 1      | Gladiadores      | La Laguna               | 1 de febrero | 15:00      | 100          | 2          | 0          |            |
| Calor                  | 2 - 1      | Mineros "B"      | C.D. Nora Leticia Rocha | 1 de febrero | 20:00      | 1 200        | 5          | 1          |            |
| Atlético Saltillo      | 1 - 0      | Cañoneros Marina | O. Francisco I. Madero  | 1 de febrero | 20:00      | 500          | 2          | 0          |            |
| FC Potosino            | 0 - 1      | Dorados "B"      | Plan de San Luis        | 2 de febrero | 15:00      | 50           | 2          | 0          |            |
| Sahuayo                | 0 - 1      | Ocelotes UNACH   | U.D. Municipal          | 2 de febrero | 17:00      | 200          | 1          | 0          |            |
| Deportivo Cafessa      | 1 - 1      | Constructores    | U.D. Mariano Otero      | 2 de febrero | 19:00      | 200          | 5          | 0          |            |
| Fresnillo              | 3 - 1      | Cuautla          | Minera Fresnillo        | 2 de febrero | 19:00      | 200          | 4          | 2          |            |
| Celaya "B"             | 4 - 0      | Ciervos          | Miguel Alemán Valdés    | 3 de febrero | 12:00      | 200          | 2          | 0          |            |

| Jornada 20        | Jornada 20    | Jornada 20             | Jornada 20              | Jornada 20   | Jornada 20 | Jornada 20   | Jornada 20 | Jornada 20 | Jornada 20 |
| Local             | Resultado     | Visitante              | Estadio                 | Fecha        | Hora       | Espectadores | Amonestado | Expulsado  |            |
| ----------------- | ------------- | ---------------------- | ----------------------- | ------------ | ---------- | ------------ | ---------- | ---------- | ---------- |
| Ciervos           | 1 - 0         | FC Potosino            | Arreola                 | 8 de febrero | 15:00      | 150          | 4          | 0          |            |
| Ocelotes UNACH    | 2 - 0         | Atlético Saltillo      | Municipal San Cristóbal | 8 de febrero | 17:00      | 1 000        | 3          | 0          |            |
| Dorados "B"       | 8 - 0         | Sahuayo                | Juventud                | 9 de febrero | 10:00      | 100          | 2          | 0          |            |
| Mineros "B"       | 7 - 3         | Cuautla                | Unidad Deportiva Norte  | 9 de febrero | 11:00      | 50           | 3          | 0          |            |
| Gladiadores       | 1 - 1         | Calor                  | Los Pinos               | 9 de febrero | 15:00      | 200          | 3          | 0          |            |
| Cañoneros Marina  | (8) 2 - 2 (7) | Deportivo Chimalhuacán | Momoxco                 | 9 de febrero | 15:00      | 100          | 3          | 0          |            |
| Constructores     | 0 - 1         | Celaya "B"             | U.D. Gómez Palacio      | 9 de febrero | 15:00      | 100          | 5          | 1          |            |
| Deportivo Cafessa | 1 - 1         | Fresnillo              | U.D. Mariano Otero      | 9 de febrero | 19:00      | 300          | 5          | 0          |            |

| Jornada 21             | Jornada 21 | Jornada 21        | Jornada 21              | Jornada 21    | Jornada 21 | Jornada 21   | Jornada 21 | Jornada 21 | Jornada 21 |
| Local                  | Resultado  | Visitante         | Estadio                 | Fecha         | Hora       | Espectadores | Amonestado | Expulsado  |            |
| ---------------------- | ---------- | ----------------- | ----------------------- | ------------- | ---------- | ------------ | ---------- | ---------- | ---------- |
| Deportivo Chimalhuacán | 1 - 1      | Ocelotes UNACH    | La Laguna               | 15 de febrero | 15:00      | 100          | 3          | 0          |            |
| Calor                  | 2 - 0      | Cañoneros Marina  | C.D. Nora Leticia Rocha | 15 de febrero | 20:00      | 2 000        | 4          | 1          |            |
| Atlético Saltillo      | 1 - 0      | Dorados "B"       | O. Francisco I. Madero  | 15 de febrero | 20:00      | 3 000        | 5          | 0          |            |
| Cuautla                | 1 - 0      | Gladiadores       | Isidro Gil Tapia        | 16 de febrero | 15:00      | 200          | 4          | 3          |            |
| FC Potosino            | 1 - 0      | Constructores     | Plan de San Luis        | 16 de febrero | 15:00      | 50           | 3          | 1          |            |
| Sahuayo                | 1 - 3      | Ciervos           | U.D. Municipal          | 16 de febrero | 17:00      | 300          | 3          | 0          |            |
| Fresnillo              | 1 - 1      | Mineros "B"       | Minera Fresnillo        | 16 de febrero | 19:00      | 1 500        | 1          | 0          |            |
| Celaya "B"             | 0 - 0      | Deportivo Cafessa | Miguel Alemán Valdés    | 17 de febrero | 12:00      | 300          | 0          | 0          |            |

| Jornada 22        | Jornada 22 | Jornada 22             | Jornada 22              | Jornada 22    | Jornada 22 | Jornada 22   | Jornada 22 | Jornada 22 | Jornada 22 |
| Local             | Resultado  | Visitante              | Estadio                 | Fecha         | Hora       | Espectadores | Amonestado | Expulsado  |            |
| ----------------- | ---------- | ---------------------- | ----------------------- | ------------- | ---------- | ------------ | ---------- | ---------- | ---------- |
| Deportivo Cafessa | 3 - 0      | FC Potosino            | U.D. Mariano Otero      | 22 de febrero | 12:00      | 200          | 0          | 0          |            |
| Ciervos           | 2 - 0      | Atlético Saltillo      | Arreola                 | 22 de febrero | 15:00      | 200          | 5          | 1          |            |
| Ocelotes UNACH    | 3 - 0      | Calor                  | Municipal San Cristóbal | 22 de febrero | 17:00      | 500          | 1          | 0          |            |
| Dorados "B"       | 3 - 1      | Deportivo Chimalhuacán | Juventud                | 23 de febrero | 10:00      | 100          | 2          | 2          |            |
| Gladiadores       | 0 - 3      | Mineros "B"            | Los Pinos               | 23 de febrero | 15:00      | 300          | 1          | 1          |            |
| Cañoneros Marina  | 4 - 0      | Cuautla                | Momoxco                 | 23 de febrero | 15:00      | 100          | 4          | 0          |            |
| Constructores     | 3 - 0      | Sahuayo                | U.D. Gómez Palacio      | 23 de febrero | 15:00      | 100          | 3          | 0          |            |
| Celaya "B"        | 0 - 3      | Fresnillo              | Miguel Alemán Valdés    | 24 de febrero | 12:00      | 150          | 6          | 0          |            |

| Jornada 23             | Jornada 23 | Jornada 23        | Jornada 23              | Jornada 23 | Jornada 23 | Jornada 23   | Jornada 23 | Jornada 23 | Jornada 23 |
| Local                  | Resultado  | Visitante         | Estadio                 | Fecha      | Hora       | Espectadores | Amonestado | Expulsado  |            |
| ---------------------- | ---------- | ----------------- | ----------------------- | ---------- | ---------- | ------------ | ---------- | ---------- | ---------- |
| Deportivo Chimalhuacán | 1 - 2      | Ciervos           | La Laguna               | 1 de marzo | 15:00      | 100          | 4          | 1          |            |
| Calor                  | 1 - 0      | Dorados "B"       | C.D. Nora Leticia Rocha | 1 de marzo | 20:00      | 1 500        | 5          | 1          |            |
| Atlético Saltillo      | 1 - 0      | Constructores     | O. Francisco I. Madero  | 1 de marzo | 20:00      | 500          | 3          | 1          |            |
| Mineros "B"            | 2 - 5      | Cañoneros Marina  | Carlos Vega Villalba    | 2 de marzo | 11:00      | 50           | 2          | 0          |            |
| Cuautla                | 0 - 2      | Ocelotes UNACH    | Isidro Gil Tapia        | 2 de marzo | 15:00      | 200          | 5          | 1          |            |
| FC Potosino            | 1 - 1      | Celaya "B"        | Plan de San Luis        | 2 de marzo | 15:00      | 100          | 4          | 0          |            |
| Sahuayo                | 1 - 9      | Deportivo Cafessa | U.D. Municipal          | 2 de marzo | 17:00      | 50           | 0          | 0          |            |
| Fresnillo              | 2 - 0      | Gladiadores       | Minera Fresnillo        | 2 de marzo | 19:00      | 50           | 2          | 0          |            |

| Jornada 24        | Jornada 24 | Jornada 24             | Jornada 24              | Jornada 24  | Jornada 24 | Jornada 24   | Jornada 24 | Jornada 24 | Jornada 24 |
| Local             | Resultado  | Visitante              | Estadio                 | Fecha       | Hora       | Espectadores | Amonestado | Expulsado  |            |
| ----------------- | ---------- | ---------------------- | ----------------------- | ----------- | ---------- | ------------ | ---------- | ---------- | ---------- |
| Ciervos           | 2 - 0      | Calor                  | Arreola                 | 8 de marzo  | 15:00      | 100          | 3          | 0          |            |
| Ocelotes UNACH    | 2 - 4      | Mineros "B"            | Municipal San Cristóbal | 8 de marzo  | 17:00      | 400          | 1          | 0          |            |
| Dorados "B"       | 0 - 1      | Cuautla                | Juventud                | 9 de marzo  | 10:00      | 100          | 5          | 3          |            |
| Cañoneros Marina  | 2 - 1      | Gladiadores            | Momoxco                 | 9 de marzo  | 15:00      | 80           | 3          | 0          |            |
| Constructores     | 2 - 1      | Deportivo Chimalhuacán | U.D. Gómez Palacio      | 9 de marzo  | 15:00      | 100          | 3          | 0          |            |
| FC Potosino       | 1 - 1      | Fresnillo              | Plan de San Luis        | 9 de marzo  | 15:00      | 100          | 2          | 0          |            |
| Deportivo Cafessa | 1 - 3      | Atlético Saltillo      | U.D. Mariano Otero      | 9 de marzo  | 19:00      | 100          | 4          | 1          |            |
| Celaya "B"        | 9 - 0      | Sahuayo                | Miguel Alemán Valdés    | 10 de marzo | 12:00      | 100          | 4          | 1          |            |

| Jornada 25             | Jornada 25 | Jornada 25        | Jornada 25              | Jornada 25  | Jornada 25 | Jornada 25   | Jornada 25 | Jornada 25 | Jornada 25 |
| Local                  | Resultado  | Visitante         | Estadio                 | Fecha       | Hora       | Espectadores | Amonestado | Expulsado  |            |
| ---------------------- | ---------- | ----------------- | ----------------------- | ----------- | ---------- | ------------ | ---------- | ---------- | ---------- |
| Deportivo Chimalhuacán | 2 - 1      | Deportivo Cafessa | La Laguna               | 15 de marzo | 15:00      | 50           | 1          | 0          |            |
| Calor                  | 2 - 1      | Constructores     | C.D. Nora Leticia Rocha | 15 de marzo | 20:00      | 500          | 2          | 1          |            |
| Mineros "B"            | 2 - 0      | Dorados "B"       | Carlos Vega Villalba    | 16 de marzo | 11:00      | 100          | 3          | 0          |            |
| Gladiadores            | 0 - 1      | Ocelotes UNACH    | Los Pinos               | 16 de marzo | 15:00      | 100          | 2          | 0          |            |
| Cuautla                | 0 - 0      | Ciervos           | Isidro Gil Tapia        | 16 de marzo | 15:00      | 250          | 5          | 0          |            |
| Sahuayo                | 0 - 4      | FC Potosino       | U.D. Municipal          | 16 de marzo | 17:00      | 100          | 4          | 1          |            |
| Fresnillo              | 1 - 2      | Cañoneros Marina  | Minera Fresnillo        | 16 de marzo | 19:00      | 100          | 2          | 0          |            |
| Atlético Saltillo      | 3 - 1      | Celaya "B"        | O. Francisco I. Madero  | 18 de marzo | 17:00      | 2 000        | 4          | 0          |            |

| Jornada 26        | Jornada 26 | Jornada 26             | Jornada 26              | Jornada 26  | Jornada 26 | Jornada 26   | Jornada 26 | Jornada 26 | Jornada 26 |
| Local             | Resultado  | Visitante              | Estadio                 | Fecha       | Hora       | Espectadores | Amonestado | Expulsado  |            |
| ----------------- | ---------- | ---------------------- | ----------------------- | ----------- | ---------- | ------------ | ---------- | ---------- | ---------- |
| Ciervos           | 1 - 3      | Mineros "B"            | Arreola                 | 22 de marzo | 15:00      | 200          | 1          | 0          |            |
| Ocelotes UNACH    | 1 - 1      | Cañoneros Marina       | Municipal San Cristóbal | 22 de marzo | 17:00      | 500          | 1          | 0          |            |
| Dorados "B"       | 3 - 0      | Gladiadores            | Juventud                | 23 de marzo | 10:00      | 200          | 2          | 0          |            |
| Constructores     | 1 - 0      | Cuautla                | U.D. Gómez Palacio      | 23 de marzo | 15:00      | 100          | 2          | 0          |            |
| Sahuayo           | 3 - 5      | Fresnillo              | U.D. Municipal          | 23 de marzo | 17:00      | 50           | 4          | 0          |            |
| Deportivo Cafessa | 2 - 0      | Calor                  | U.D. Mariano Otero      | 23 de marzo | 19:00      | 350          | 3          | 0          |            |
| Celaya "B"        | 5 - 2      | Deportivo Chimalhuacán | Miguel Alemán Valdés    | 24 de marzo | 12:00      | 100          | 2          | 0          |            |
| FC Potosino       | 1 - 0      | Atlético Saltillo      | U.D. 21 de Marzo        | 2 de abril  | 16:00      | 200          | 3          | 2          |            |

| Jornada 27             | Jornada 27 | Jornada 27        | Jornada 27               | Jornada 27  | Jornada 27 | Jornada 27   | Jornada 27 | Jornada 27 | Jornada 27 |
| Local                  | Resultado  | Visitante         | Estadio                  | Fecha       | Hora       | Espectadores | Amonestado | Expulsado  |            |
| ---------------------- | ---------- | ----------------- | ------------------------ | ----------- | ---------- | ------------ | ---------- | ---------- | ---------- |
| Deportivo Chimalhuacán | 1 - 2      | FC Potosino       | La Laguna                | 29 de marzo | 15:00      | 50           | 3          | 0          |            |
| Calor                  | 0 - 1      | Celaya "B"        | C.D. Nora Leticia Rocha  | 29 de marzo | 20:00      | 500          | 5          | 1          |            |
| Atlético Saltillo      | 6 - 0      | Sahuayo           | O. Francisco I. Madero   | 29 de marzo | 20:00      | 2 000        | 1          | 0          |            |
| Mineros "B"            | 6 - 0      | Constructores     | Universitario U.D. Norte | 30 de marzo | 11:00      | 50           | 3          | 1          |            |
| Gladiadores            | 3 - 1      | Ciervos           | Los Pinos                | 30 de marzo | 15:00      | 200          | 5          | 1          |            |
| Cuautla                | 0 - 2      | Deportivo Cafessa | Isidro Gil Tapia         | 30 de marzo | 15:00      | 200          | 4          | 0          |            |
| Fresnillo              | 1 - 0      | Ocelotes UNACH    | Minera Fresnillo         | 30 de marzo | 19:00      | 200          | 5          | 2          |            |
| Cañoneros Marina       | 1 - 0      | Dorados "B"       | Momoxco                  | 1 de abril  | 17:00      | 1 000        | 4          | 0          |            |

| Jornada 28        | Jornada 28    | Jornada 28             | Jornada 28             | Jornada 28 | Jornada 28 | Jornada 28   | Jornada 28 | Jornada 28 | Jornada 28 |
| Local             | Resultado     | Visitante              | Estadio                | Fecha      | Hora       | Espectadores | Amonestado | Expulsado  |            |
| ----------------- | ------------- | ---------------------- | ---------------------- | ---------- | ---------- | ------------ | ---------- | ---------- | ---------- |
| Ciervos           | 1 - 0         | Cañoneros Marina       | Arreola                | 5 de abril | 16:00      | 200          | 2          | 0          |            |
| Atlético Saltillo | 1 - 0         | Fresnillo              | O. Francisco I. Madero | 5 de abril | 20:00      | 500          | 3          | 0          |            |
| Dorados "B"       | 1 - 2         | Ocelotes UNACH         | Juventud               | 6 de abril | 10:00      | 50           | 2          | 0          |            |
| Mineros "B"       | (9) 2 - 2 (8) | Deportivo Cafessa      | Carlos Vega Villalba   | 6 de abril | 11:00      | 100          | 3          | 0          |            |
| FC Potosino       | 0 - 0         | Calor                  | U.D. 21 de Marzo       | 6 de abril | 14:00      | 350          | 3          | 0          |            |
| Sahuayo           | 2 - 3         | Deportivo Chimalhuacán | U.D. Municipal         | 6 de abril | 17:00      | 50           | 5          | 2          |            |
| Celaya "B"        | (5) 2 - 2 (3) | Cuautla                | Miguel Alemán Valdés   | 7 de abril | 12:00      | 100          | 2          | 0          |            |
| Constructores     | 0 - 3         | Gladiadores            | U.D. Gómez Palacio     | Suspendido | N/A        | N/A          | 0          | 0          |            |

| Jornada 29             | Jornada 29 | Jornada 29        | Jornada 29               | Jornada 29  | Jornada 29 | Jornada 29   | Jornada 29 | Jornada 29 | Jornada 29 |
| Local                  | Resultado  | Visitante         | Estadio                  | Fecha       | Hora       | Espectadores | Amonestado | Expulsado  |            |
| ---------------------- | ---------- | ----------------- | ------------------------ | ----------- | ---------- | ------------ | ---------- | ---------- | ---------- |
| Deportivo Chimalhuacán | 1 - 1      | Atlético Saltillo | La Laguna                | 12 de abril | 16:00      | 50           | 2          | 0          |            |
| Ocelotes UNACH         | 2 - 0      | Ciervos           | Municipal San Cristóbal  | 12 de abril | 17:00      | 400          | 3          | 0          |            |
| Calor                  | 3 - 0      | Sahuayo           | C.D. Nora Leticia Rocha  | 12 de abril | 20:00      | 400          | 0          | 0          |            |
| Dorados "B"            | 5 - 0      | Fresnillo         | Juventud                 | 13 de abril | 10:00      | 100          | 7          | 0          |            |
| Mineros "B"            | 1 - 3      | Celaya "B"        | Universitario U.D. Norte | 13 de abril | 11:00      | 50           | 0          | 0          |            |
| Cañoneros Marina       | 4 - 0      | Constructores     | Momoxco                  | 13 de abril | 16:00      | 100          | 0          | 0          |            |
| Cuautla                | 1 - 2      | FC Potosino       | Isidro Gil Tapia         | 13 de abril | 16:00      | 300          | 4          | 0          |            |
| Gladiadores            | 1 - 2      | Deportivo Cafessa | Los Pinos                | 15 de abril | 17:00      | 300          | 1          | 0          |            |

| Jornada 30        | Jornada 30 | Jornada 30             | Jornada 30             | Jornada 30  | Jornada 30 | Jornada 30   | Jornada 30 | Jornada 30 | Jornada 30 |
| Local             | Resultado  | Visitante              | Estadio                | Fecha       | Hora       | Espectadores | Amonestado | Expulsado  |            |
| ----------------- | ---------- | ---------------------- | ---------------------- | ----------- | ---------- | ------------ | ---------- | ---------- | ---------- |
| Ciervos           | 2 - 1      | Dorados "B"            | Arreola                | 19 de abril | 16:00      | 200          | 3          | 0          |            |
| Atlético Saltillo | 2 - 0      | Calor                  | O. Francisco I. Madero | 19 de abril | 20:00      | 3 800        | 6          | 0          |            |
| FC Potosino       | 4 - 0      | Mineros "B"            | Plan de San Luis       | 20 de abril | 16:00      | 100          | 2          | 1          |            |
| Sahuayo           | 1 - 4      | Cuautla                | U.D. Municipal         | 20 de abril | 17:00      | 25           | 3          | 0          |            |
| Deportivo Cafessa | 1 - 3      | Cañoneros Marina       | U.D. Mariano Otero     | 20 de abril | 19:00      | 200          | 3          | 0          |            |
| Fresnillo         | 5 - 1      | Deportivo Chimalhuacán | Minera Fresnillo       | 20 de abril | 19:00      | 200          | 1          | 0          |            |
| Celaya "B"        | 1 - 0      | Gladiadores            | Miguel Alemán Valdés   | 21 de abril | 12:00      | 100          | 3          | 0          |            |
| Constructores     | 0 - 3      | Ocelotes UNACH         | U.D. Gómez Palacio     | Cancelado   | N/A        | N/A          | 0          | 0          |            |

## Tabla general
| Pos. | Equipo                   | Pts. | PJ | G  | E  | P  | GF | GC | Dif. | Clasificación       |
| ---- | ------------------------ | ---- | -- | -- | -- | -- | -- | -- | ---- | ------------------- |
| 1    | Mineros de Zacatecas "B" | 69   | 30 | 19 | 4  | 7  | 75 | 41 | +34  | Liguilla de ascenso |
| 2    | Celaya "B"               | 59   | 30 | 15 | 10 | 5  | 55 | 31 | +24  | Liguilla de ascenso |
| 3    | Ocelotes UNACH           | 57   | 30 | 15 | 10 | 5  | 44 | 19 | +25  | Liguilla de ascenso |
| 4    | Fresnillo                | 56   | 30 | 14 | 10 | 6  | 56 | 37 | +19  | Liguilla de ascenso |
| 5    | Cañoneros Marina         | 54   | 30 | 14 | 7  | 9  | 55 | 39 | +16  | Liguilla de ascenso |
| 6    | Ciervos F. C.            | 53   | 30 | 15 | 5  | 10 | 40 | 35 | +5   | Liguilla de ascenso |
| 7    | Atlético Saltillo        | 50   | 30 | 15 | 3  | 12 | 41 | 33 | +8   | Liguilla de ascenso |
| 8    | Deportivo Cafessa        | 49   | 30 | 12 | 9  | 9  | 55 | 37 | +18  | Liguilla de ascenso |
| 9    | F. C. Potosino           | 44   | 30 | 12 | 6  | 12 | 34 | 39 | −5   |                     |
| 10   | Club Calor               | 40   | 30 | 10 | 9  | 11 | 25 | 31 | −6   |                     |
| 11   | Cuautla                  | 38   | 30 | 9  | 8  | 13 | 36 | 44 | −8   |                     |
| 12   | Dorados de Sinaloa "B"   | 37   | 30 | 10 | 5  | 15 | 47 | 37 | +10  |                     |
| 13   | Constructores            | 33   | 30 | 8  | 6  | 16 | 32 | 56 | −24  |                     |
| 14   | Deportivo Chimalhuacán   | 31   | 30 | 7  | 9  | 14 | 39 | 57 | −18  |                     |
| 15   | Deportivo Gladiadores    | 20   | 30 | 4  | 8  | 18 | 23 | 53 | −30  |                     |
| 16   | Sahuayo F. C.            | 17   | 30 | 3  | 7  | 20 | 29 | 94 | −65  |                     |

 Fuente: SoccerWay

### Evolución de la clasificación
Fecha de actualización: 21 de abril de 2019
| Equipo / Jornada | 01 | 02 | 03 | 04 | 05 | 06 | 07 | 08 | 09 | 10 | 11 | 12 | 13 | 14 | 15 | 16 | 17 | 18 | 19 | 20 | 21 | 22 | 23 | 24 | 25 | 26 | 27 | 28 | 29 | 30 |
| ---------------- | -- | -- | -- | -- | -- | -- | -- | -- | -- | -- | -- | -- | -- | -- | -- | -- | -- | -- | -- | -- | -- | -- | -- | -- | -- | -- | -- | -- | -- | -- |
| Mineros "B"      | 2  | 1  | 2  | 2  | 1  | 1  | 1  | 1  | 1  | 1  | 1  | 1  | 1  | 1  | 1  | 1  | 1  | 1  | 1  | 1  | 1  | 1  | 1  | 1  | 1  | 1  | 1  | 1  | 1  | 1  |
| Celaya "B"       | 16 | 9  | 5  | 8  | 7  | 7  | 6  | 4  | 4  | 4  | 4  | 4  | 6  | 4  | 3  | 3  | 3  | 3  | 3  | 2  | 2  | 4  | 5  | 4  | 5  | 4  | 3  | 3  | 2  | 2  |
| UNACH            | 1  | 4  | 3  | 1  | 4  | 4  | 2  | 3  | 2  | 3  | 3  | 3  | 3  | 5  | 4  | 4  | 5  | 4  | 4  | 4  | 4  | 3  | 3  | 5  | 3  | 3  | 4  | 4  | 3  | 3  |
| Fresnillo        | 8  | 11 | 7  | 9  | 11 | 12 | 13 | 13 | 11 | 8  | 6  | 6  | 5  | 3  | 2  | 2  | 2  | 2  | 2  | 3  | 3  | 2  | 2  | 2  | 4  | 2  | 2  | 2  | 4  | 4  |
| Marina           | 3  | 7  | 8  | 7  | 8  | 9  | 11 | 11 | 9  | 10 | 11 | 8  | 9  | 8  | 9  | 8  | 7  | 7  | 7  | 7  | 7  | 7  | 7  | 6  | 6  | 6  | 5  | 6  | 5  | 5  |
| Ciervos          | 9  | 5  | 4  | 3  | 6  | 8  | 4  | 2  | 6  | 5  | 5  | 2  | 2  | 2  | 5  | 5  | 4  | 5  | 5  | 5  | 5  | 5  | 4  | 3  | 2  | 5  | 6  | 5  | 6  | 6  |
| At. Saltillo     | 4  | 8  | 9  | 10 | 9  | 6  | 9  | 10 | 13 | 14 | 15 | 15 | 15 | 15 | 13 | 13 | 13 | 9  | 8  | 10 | 9  | 10 | 9  | 8  | 7  | 8  | 8  | 8  | 8  | 7  |
| Dep. Cafessa     | 15 | 6  | 11 | 11 | 10 | 10 | 7  | 6  | 3  | 2  | 2  | 5  | 7  | 9  | 6  | 6  | 6  | 6  | 6  | 6  | 6  | 6  | 6  | 7  | 8  | 7  | 7  | 7  | 7  | 8  |
| FC Potosino      | 6  | 3  | 6  | 6  | 3  | 3  | 5  | 8  | 10 | 12 | 12 | 10 | 8  | 7  | 8  | 9  | 10 | 13 | 14 | 14 | 12 | 13 | 13 | 13 | 12 | 13 | 9  | 9  | 9  | 9  |
| Calor            | 5  | 2  | 1  | 4  | 5  | 5  | 8  | 9  | 7  | 7  | 8  | 9  | 11 | 10 | 10 | 12 | 9  | 10 | 10 | 9  | 8  | 9  | 8  | 9  | 9  | 9  | 10 | 10 | 10 | 10 |
| Cuautla          | 13 | 15 | 15 | 13 | 15 | 15 | 12 | 12 | 15 | 15 | 14 | 11 | 10 | 11 | 11 | 7  | 8  | 8  | 9  | 11 | 10 | 11 | 11 | 10 | 10 | 12 | 12 | 12 | 12 | 11 |
| Dorados "B"      | 10 | 16 | 14 | 16 | 16 | 16 | 16 | 15 | 12 | 13 | 9  | 13 | 13 | 13 | 12 | 11 | 12 | 12 | 11 | 8  | 11 | 8  | 10 | 11 | 11 | 10 | 11 | 11 | 11 | 12 |
| Constructores    | 11 | 13 | 16 | 12 | 12 | 13 | 10 | 7  | 5  | 6  | 7  | 7  | 4  | 6  | 7  | 10 | 11 | 11 | 12 | 12 | 14 | 12 | 12 | 12 | 13 | 11 | 13 | 13 | 13 | 13 |
| Chimalhuacán     | 12 | 12 | 10 | 5  | 2  | 2  | 3  | 5  | 8  | 9  | 10 | 14 | 12 | 12 | 14 | 14 | 14 | 14 | 13 | 13 | 13 | 14 | 14 | 14 | 14 | 14 | 14 | 14 | 14 | 14 |
| Gladiadores      | 7  | 10 | 12 | 14 | 13 | 14 | 15 | 16 | 16 | 16 | 16 | 16 | 16 | 16 | 16 | 16 | 16 | 16 | 16 | 16 | 16 | 16 | 16 | 16 | 16 | 16 | 15 | 15 | 15 | 15 |
| Sahuayo          | 14 | 14 | 13 | 15 | 14 | 11 | 14 | 14 | 14 | 11 | 13 | 12 | 14 | 14 | 15 | 15 | 15 | 15 | 15 | 15 | 15 | 15 | 15 | 15 | 15 | 15 | 16 | 16 | 16 | 16 |

(*) Equipo con juego pendiente al término de la jornada

## Liguilla
|  | Cuartos de final                              | Cuartos de final                              | Cuartos de final                              | Cuartos de final                              | Cuartos de final                              |   |   | Semifinales                                  | Semifinales                                  | Semifinales                                  | Semifinales                                  | Semifinales                                  |  |   | Final                          | Final                          | Final                          | Final                          | Final                          |  |
|  | 27 y 28 de abril (ida) 4 y 5 de mayo (vuelta) | 27 y 28 de abril (ida) 4 y 5 de mayo (vuelta) | 27 y 28 de abril (ida) 4 y 5 de mayo (vuelta) | 27 y 28 de abril (ida) 4 y 5 de mayo (vuelta) | 27 y 28 de abril (ida) 4 y 5 de mayo (vuelta) |   |   | 8 y 9 de mayo (ida) 11 y 12 de mayo (vuelta) | 8 y 9 de mayo (ida) 11 y 12 de mayo (vuelta) | 8 y 9 de mayo (ida) 11 y 12 de mayo (vuelta) | 8 y 9 de mayo (ida) 11 y 12 de mayo (vuelta) | 8 y 9 de mayo (ida) 11 y 12 de mayo (vuelta) |  |   | 15 de mayo 18 de mayo (vuelta) | 15 de mayo 18 de mayo (vuelta) | 15 de mayo 18 de mayo (vuelta) | 15 de mayo 18 de mayo (vuelta) | 15 de mayo 18 de mayo (vuelta) |  |
|  |                                               |                                               |                                               |                                               |                                               |   |   |                                              |                                              |                                              |                                              |                                              |  |   |                                |                                |                                |                                |                                |  |
|  |                                               |                                               |                                               |                                               |                                               |   |   |                                              |                                              |                                              |                                              |                                              |  |   |                                |                                |                                |                                |                                |  |
|  | 4                                             | Fresnillo                                     | 1                                             | 1                                             | 2                                             |   |   |                                              |                                              |                                              |                                              |                                              |  |   |                                |                                |                                |                                |                                |  |
|  | 4                                             | Fresnillo                                     | 1                                             | 1                                             | 2                                             |   |   |                                              |                                              |                                              |                                              |                                              |  |   |                                |                                |                                |                                |                                |  |
|  | 5                                             | Cañoneros Marina                              | 3                                             | 3                                             | 6                                             |   |   |                                              |                                              |                                              |                                              |                                              |  |   |                                |                                |                                |                                |                                |  |
|  | 5                                             | Cañoneros Marina                              | 3                                             | 3                                             | 6                                             |   | 5 | Cañoneros Marina (v.)                        | 1                                            | 0                                            | 1                                            |                                              |  |   |                                |                                |                                |                                |                                |  |
|  |                                               |                                               |                                               |                                               |                                               |   | 5 | Cañoneros Marina (v.)                        | 1                                            | 0                                            | 1                                            |                                              |  |   |                                |                                |                                |                                |                                |  |
|  |                                               |                                               | 7                                             | Atlético Saltillo                             | 1                                             | 0 | 1 |                                              |                                              |                                              |                                              |                                              |  |   |                                |                                |                                |                                |                                |  |
|  | 2                                             | Celaya "B                                     | 7                                             | Atlético Saltillo                             | 1                                             | 0 | 1 | 1                                            | 1                                            | 2                                            |                                              |                                              |  |   |                                |                                |                                |                                |                                |  |
|  | 2                                             | Celaya "B                                     |                                               |                                               |                                               |   |   |                                              |                                              | 2                                            |                                              |                                              |  |   |                                |                                |                                |                                |                                |  |
|  | 7                                             | Atlético Saltillo (v.)                        | 0                                             | 2                                             | 2                                             |   |   |                                              |                                              |                                              |                                              |                                              |  |   |                                |                                |                                |                                |                                |  |
|  | 7                                             | Atlético Saltillo (v.)                        | 0                                             | 2                                             | 2                                             |   |   |                                              |                                              |                                              |                                              |                                              |  | 5 | Cañoneros Marina               | 0                              | 3                              | 3                              |                                |  |
|  |                                               |                                               |                                               |                                               |                                               |   |   |                                              |                                              |                                              |                                              |                                              |  | 5 | Cañoneros Marina               | 0                              | 3                              | 3                              |                                |  |
|  |                                               |                                               | 8                                             | Deportivo Cafessa                             | 2                                             | 0 | 2 |                                              |                                              |                                              |                                              |                                              |  |   |                                |                                |                                |                                |                                |  |
|  | 3                                             | Ocelotes UNACH                                | 8                                             | Deportivo Cafessa                             | 2                                             | 0 | 2 | 2                                            | 2                                            | 4                                            |                                              |                                              |  |   |                                |                                |                                |                                |                                |  |
|  | 3                                             | Ocelotes UNACH                                |                                               |                                               |                                               |   |   |                                              |                                              | 4                                            |                                              |                                              |  |   |                                |                                |                                |                                |                                |  |
|  | 6                                             | Ciervos                                       | 1                                             | 0                                             | 1                                             |   |   |                                              |                                              |                                              |                                              |                                              |  |   |                                |                                |                                |                                |                                |  |
|  | 6                                             | Ciervos                                       | 1                                             | 0                                             | 1                                             |   | 3 | Ocelotes UNACH                               | 1                                            | 0                                            | 1                                            |                                              |  |   |                                |                                |                                |                                |                                |  |
|  |                                               |                                               |                                               |                                               |                                               |   | 3 | Ocelotes UNACH                               | 1                                            | 0                                            | 1                                            |                                              |  |   |                                |                                |                                |                                |                                |  |
|  |                                               |                                               | 8                                             | Deportivo Cafessa                             | 2                                             | 1 | 3 |                                              |                                              |                                              |                                              |                                              |  |   |                                |                                |                                |                                |                                |  |
|  | 1                                             | Mineros "B"                                   | 8                                             | Deportivo Cafessa                             | 2                                             | 1 | 3 | 1                                            | 0                                            | 0                                            |                                              |                                              |  |   |                                |                                |                                |                                |                                |  |
|  | 1                                             | Mineros "B"                                   |                                               |                                               |                                               |   |   |                                              |                                              | 0                                            |                                              |                                              |  |   |                                |                                |                                |                                |                                |  |
|  | 8                                             | Deportivo Cafessa                             | 2                                             | 0                                             | 2                                             |   |   |                                              |                                              |                                              |                                              |                                              |  |   |                                |                                |                                |                                |                                |  |
|  | 8                                             | Deportivo Cafessa                             | 2                                             | 0                                             | 2                                             |   |   |                                              |                                              |                                              |                                              |                                              |  |   |                                |                                |                                |                                |                                |  |
|  |                                               |                                               |                                               |                                               |                                               |   |   |                                              |                                              |                                              |                                              |                                              |  |   |                                |                                |                                |                                |                                |  |

### Cuartos de final
| 27 de abril de 2019, 20:00 | Deportivo Cafessa            | 2:1 (1:1) | Mineros "B"     | Unidad Deportiva Mariano Otero, Tlajomulco                               |                                                                          |
|                            | J. Arana 21' · A. Bernal 78' | Reporte   | L. González 31' | Asistencia: 1 500 espectadores Árbitro(s): Ismael Rosario López Peñuelas | Asistencia: 1 500 espectadores Árbitro(s): Ismael Rosario López Peñuelas |

| 5 de mayo de 2019, 11:00                                           | Mineros "B" | 0:0 (0:0) (Global 1:2) | Deportivo Cafessa | Estadio Carlos Vega Villalba, Zacatecas                       |                                                               |
|                                                                    |             | Reporte                |                   | Asistencia: 300 espectadores Árbitro(s): Edgardo Espejo Tello | Asistencia: 300 espectadores Árbitro(s): Edgardo Espejo Tello |
| Con marcador global de 1-2, Deportivo Cafessa avanzó a Semifinales |             |                        |                   |                                                               |                                                               |

| 27 de abril de 2019, 16:00 | Cañoneros Marina                                  | 3:1 (2:1) | Fresnillo        | Estadio Momoxco, Milpa Alta, Ciudad de México                |                                                              |
|                            | A. Bustillos 2' · H. Rodríguez 44' · I. Ávila 83' | Reporte   | I. Hernández 21' | Asistencia: 80 espectadores Árbitro(s): Moisés Clement Lezma | Asistencia: 80 espectadores Árbitro(s): Moisés Clement Lezma |

| 3 de mayo de 2019, 19:00                                          | Fresnillo        | 1:3 (0:2) (Global 2:6) | Cañoneros Marina                      | Unidad Deportiva Minera Fresnillo, Fresnillo                             |                                                                          |
|                                                                   | I. Hernández 67' | Reporte                | D. Lizarde 34' · U. Romualdo 36', 79' | Asistencia: 2 000 espectadores Árbitro(s): Ismael Rosario López Pañuelas | Asistencia: 2 000 espectadores Árbitro(s): Ismael Rosario López Pañuelas |
| Con marcador global de 2-6, Cañoneros Marina avanzó a Semifinales |                  |                        |                                       |                                                                          |                                                                          |

| 26 de abril de 2019, 20:00 | Atlético Saltillo | 0:1 (0:1) | Celaya "B        | Estadio Olímpico Francisco I. Madero, Saltillo                           |                                                                          |
|                            |                   | Reporte   | M. Arredondo 14' | Asistencia: 5 000 espectadores Árbitro(s): Simón Alberto Estrada Carmona | Asistencia: 5 000 espectadores Árbitro(s): Simón Alberto Estrada Carmona |

| 5 de mayo de 2019, 12:00                                                                                           | Celaya "B       | 1:2 (1:1) (Global 2:2) | Atlético Saltillo            | Estadio Miguel Alemán Valdés, Celaya                                    |                                                                         |
| | M. Guerrero 41' | Reporte                | A. Carrillo 2' · E. Ríos 75' | Asistencia: 500 espectadores Árbitro(s): Iván de Jesús Velasco Villegas | Asistencia: 500 espectadores Árbitro(s): Iván de Jesús Velasco Villegas |
| Pese a empatar 2-2 en el marcador global, Atlético Saltillo avanzó a Semifinales por la Regla del gol de visitante |                 |                        |                              |                                                                         |                                                                         |

| 27 de abril de 2019, 16:00 | Ciervos        | 1:2 (1:2) | Ocelotes UNACH              | Campo Club Arreola, Chalco                                               |                                                                          |
|                            | P. Quintos 41' | Reporte   | P. Loera 39' · D. Limón 45' | Asistencia: 300 espectadores Árbitro(s): Guillermo Michel Álvarez Górriz | Asistencia: 300 espectadores Árbitro(s): Guillermo Michel Álvarez Górriz |

| 4 de mayo de 2019, 17:00                                        | Ocelotes UNACH                | 2:0 (0:0) (Global 4:1) | Ciervos | Estadio Municipal de San Cristóbal, San Cristóbal de Las Casas            |                                                                           |
|                                                                 | P. Loera 72' · O. Ramírez 73' | Reporte                |         | Asistencia: 1 700 espectadores Árbitro(s): Maximiliano Quintero Hernández | Asistencia: 1 700 espectadores Árbitro(s): Maximiliano Quintero Hernández |
| Con marcador global de 4-1, Ocelotes UNACH avanzó a Semifinales |                               |                        |         |                                                                           |                                                                           |

### Semifinales
| 8 de mayo de 2019, 20:00                                                      | Deportivo Cafessa                | 2:1 (1:0) | Ocelotes UNACH | Unidad Deportiva Mariano Otero, Tlajomulco                               |                                                                          |
|                                                                               | C. Arriaga 17' · J. González 82' | Reporte   | D. Limón 46'   | Asistencia: 1 500 espectadores Árbitro(s): Ismael Rosario López Peñuelas | Asistencia: 1 500 espectadores Árbitro(s): Ismael Rosario López Peñuelas |
| Partido detenido en tres ocasiones por problemas con el suministro eléctrico. |                                  |           |                |                                                                          |                                                                          |

| 11 de mayo de 2019, 17:00                                       | Ocelotes UNACH | 0:1 (0:0) (Global 1:3) | Deportivo Cafessa | Estadio Municipal de San Cristóbal, San Cristóbal de las Casas            |                                                                           |
|                                                                 |                | Reporte                | C. Arriaga 52'    | Asistencia: 2 500 espectadores Árbitro(s): Maximiliano Quintero Hernández | Asistencia: 2 500 espectadores Árbitro(s): Maximiliano Quintero Hernández |
| Con marcador global de 3-1, Deportivo Cafessa avanzó a la Final |                |                        |                   |                                                                           |                                                                           |

| 8 de mayo de 2019, 20:00 | Atlético Saltillo | 1:1 (1:0) | Cañoneros Marina | Estadio Olímpico Francisco I. Madero, Saltillo                     |                                                                    |
|                          | J. Moreno 20'     | Reporte   | C. Silva 67'     | Asistencia: 6 500 espectadores Árbitro(s): Gustavo Padilla Aguirre | Asistencia: 6 500 espectadores Árbitro(s): Gustavo Padilla Aguirre |

| 11 de mayo de 2019, 16:00                                                                                      | Cañoneros Marina | 0:0 (0:0) (Global 1:1) | Atlético Saltillo | Estadio Momoxco, Milpa Alta, Ciudad de México                           |                                                                         |
| |                  | Reporte                |                   | Asistencia: 150 espectadores Árbitro(s): Iván de Jesús Velasco Villegas | Asistencia: 150 espectadores Árbitro(s): Iván de Jesús Velasco Villegas |
| Pese a empatar 1-1 en el marcador global, Cañoneros Marina avanzó a la Final por la regla del gol de visitante |                  |                        |                   |                                                                         |                                                                         |

### Final
| 15 de mayo de 2019, 20:00 | Deportivo Cafessa               | 2:0 (1:0) | Cañoneros Marina | Unidad Deportiva Mariano Otero, Tlajomulco                  |                                                             |
|                           | A. Bernal 26' · J. González 52' | Reporte   |                  | Asistencia: 2 000 espectadores Árbitro(s): Áxel Meza Méndez | Asistencia: 2 000 espectadores Árbitro(s): Áxel Meza Méndez |

| 18 de mayo de 2019, 16:00                                                                                 | Cañoneros Marina                             | 3:0 (1:0) (Global 3:2) | Deportivo Cafessa | Estadio Momoxco, Milpa Alta, Ciudad de México                           |                                                                         |
| | E. Leyva 13' · D. Arteaga 68' · C. Silva 85' | Reporte                |                   | Asistencia: 500 espectadores Árbitro(s): Maximiliano Quintero Hernández | Asistencia: 500 espectadores Árbitro(s): Maximiliano Quintero Hernández |
| Con marcador global de 3-2, Cañoneros Marina es campeón de la Temporada 2018-2019 de la Serie B de México |                                              |                        |                   |                                                                         |                                                                         |

#### Final - Ida
| 13    | POR   | Luis Gómez       |     |
| 3     | DEF   | Josué Arana      |     |
| 5     | DEF   | Gerardo González | 78' |
| 25    | DEF   | Gerardo Escobedo |     |
| 7     | MED   | Jesús de Lucio   |     |
| 8     | MED   | Roberto Flores   |     |
| 23    | MED   | Jorge Ortíz      |     |
| 27    | MED   | Luis Díaz        | 45' |
| 77    | MED   | Germán Cota      |     |
| 9     | DEL   | Armando Bernal   |     |
| 83    | DEL   | Cristian Arriaga | 71' |
| D. T. | D. T. | Jaime Durán      |     |

| 1     | POR   | Héctor López          |       |
| 5     | DEF   | Cristian Silva        |       |
| 4     | DEF   | Donnovan Lizarde      | 90+4' |
| 16    | DEF   | Eduardo Velarde       |       |
| 17    | DEF   | Erwin de Jesús        |       |
| 15    | MED   | Edgar Leyva           |       |
| 22    | MED   | Cuauhtémoc Mora       |       |
| 26    | MED   | Leonel Robles         |       |
| 9     | DEL   | Arturo Bustillos      | 55'   |
| 14    | DEL   | Saúl Rodulfo          | 65'   |
| 23    | DEL   | Hugo Rodríguez        |       |
| D. T. | D. T. | José Gerardo Espinoza |       |

| 18 | Centrocampista | Job González      | 45' |
| 17 | Defensa        | Francisco Viruete | 71' |
| 14 | Defensa        | Héctor Sandoval   | 78' |

| 7  | Centrocampista | Uriel Romualdo | 55'   |
| 11 | Delantero      | David Arteaga  | 65'   |
| 18 | Centrocampista | Luis Araujo    | 90+4' |

| 26' · 52' | Armando Bernal Job González | 1:0 2:0 |

| 70' | Germán Cota |

| Principal  | Áxel Meza Méndez               |
| Asistentes | Michel Caballero Galicia       |
|            | César Eduardo Doroteo Chua     |
| Cuarto     | Iván de Jesús Velasco Villegas |

| Alineación inicial |

| 13    | POR   | Luis Gómez       |     |
| 3     | DEF   | Josué Arana      |     |
| 5     | DEF   | Gerardo González | 78' |
| 25    | DEF   | Gerardo Escobedo |     |
| 7     | MED   | Jesús de Lucio   |     |
| 8     | MED   | Roberto Flores   |     |
| 23    | MED   | Jorge Ortíz      |     |
| 27    | MED   | Luis Díaz        | 45' |
| 77    | MED   | Germán Cota      |     |
| 9     | DEL   | Armando Bernal   |     |
| 83    | DEL   | Cristian Arriaga | 71' |
| D. T. | D. T. | Jaime Durán      |     |

| 1     | POR   | Héctor López          |       |
| 5     | DEF   | Cristian Silva        |       |
| 4     | DEF   | Donnovan Lizarde      | 90+4' |
| 16    | DEF   | Eduardo Velarde       |       |
| 17    | DEF   | Erwin de Jesús        |       |
| 15    | MED   | Edgar Leyva           |       |
| 22    | MED   | Cuauhtémoc Mora       |       |
| 26    | MED   | Leonel Robles         |       |
| 9     | DEL   | Arturo Bustillos      | 55'   |
| 14    | DEL   | Saúl Rodulfo          | 65'   |
| 23    | DEL   | Hugo Rodríguez        |       |
| D. T. | D. T. | José Gerardo Espinoza |       |

| 18 | Centrocampista | Job González      | 45' |
| 17 | Defensa        | Francisco Viruete | 71' |
| 14 | Defensa        | Héctor Sandoval   | 78' |

| 7  | Centrocampista | Uriel Romualdo | 55'   |
| 11 | Delantero      | David Arteaga  | 65'   |
| 18 | Centrocampista | Luis Araujo    | 90+4' |

| 26' · 52' | Armando Bernal Job González | 1:0 2:0 |

| 70' | Germán Cota |

| Principal  | Áxel Meza Méndez               |
| Asistentes | Michel Caballero Galicia       |
|            | César Eduardo Doroteo Chua     |
| Cuarto     | Iván de Jesús Velasco Villegas |

| Alineación inicial |

| 13    | POR   | Luis Gómez       |     |
| 3     | DEF   | Josué Arana      |     |
| 5     | DEF   | Gerardo González | 78' |
| 25    | DEF   | Gerardo Escobedo |     |
| 7     | MED   | Jesús de Lucio   |     |
| 8     | MED   | Roberto Flores   |     |
| 23    | MED   | Jorge Ortíz      |     |
| 27    | MED   | Luis Díaz        | 45' |
| 77    | MED   | Germán Cota      |     |
| 9     | DEL   | Armando Bernal   |     |
| 83    | DEL   | Cristian Arriaga | 71' |
| D. T. | D. T. | Jaime Durán      |     |

| 1     | POR   | Héctor López          |       |
| 5     | DEF   | Cristian Silva        |       |
| 4     | DEF   | Donnovan Lizarde      | 90+4' |
| 16    | DEF   | Eduardo Velarde       |       |
| 17    | DEF   | Erwin de Jesús        |       |
| 15    | MED   | Edgar Leyva           |       |
| 22    | MED   | Cuauhtémoc Mora       |       |
| 26    | MED   | Leonel Robles         |       |
| 9     | DEL   | Arturo Bustillos      | 55'   |
| 14    | DEL   | Saúl Rodulfo          | 65'   |
| 23    | DEL   | Hugo Rodríguez        |       |
| D. T. | D. T. | José Gerardo Espinoza |       |

| 18 | Centrocampista | Job González      | 45' |
| 17 | Defensa        | Francisco Viruete | 71' |
| 14 | Defensa        | Héctor Sandoval   | 78' |

| 7  | Centrocampista | Uriel Romualdo | 55'   |
| 11 | Delantero      | David Arteaga  | 65'   |
| 18 | Centrocampista | Luis Araujo    | 90+4' |

| 26' · 52' | Armando Bernal Job González | 1:0 2:0 |

| 70' | Germán Cota |

| Principal  | Áxel Meza Méndez               |
| Asistentes | Michel Caballero Galicia       |
|            | César Eduardo Doroteo Chua     |
| Cuarto     | Iván de Jesús Velasco Villegas |

| Alineación inicial |

| 13    | POR   | Luis Gómez       |     |
| 3     | DEF   | Josué Arana      |     |
| 5     | DEF   | Gerardo González | 78' |
| 25    | DEF   | Gerardo Escobedo |     |
| 7     | MED   | Jesús de Lucio   |     |
| 8     | MED   | Roberto Flores   |     |
| 23    | MED   | Jorge Ortíz      |     |
| 27    | MED   | Luis Díaz        | 45' |
| 77    | MED   | Germán Cota      |     |
| 9     | DEL   | Armando Bernal   |     |
| 83    | DEL   | Cristian Arriaga | 71' |
| D. T. | D. T. | Jaime Durán      |     |

| 1     | POR   | Héctor López          |       |
| 5     | DEF   | Cristian Silva        |       |
| 4     | DEF   | Donnovan Lizarde      | 90+4' |
| 16    | DEF   | Eduardo Velarde       |       |
| 17    | DEF   | Erwin de Jesús        |       |
| 15    | MED   | Edgar Leyva           |       |
| 22    | MED   | Cuauhtémoc Mora       |       |
| 26    | MED   | Leonel Robles         |       |
| 9     | DEL   | Arturo Bustillos      | 55'   |
| 14    | DEL   | Saúl Rodulfo          | 65'   |
| 23    | DEL   | Hugo Rodríguez        |       |
| D. T. | D. T. | José Gerardo Espinoza |       |

| 18 | Centrocampista | Job González      | 45' |
| 17 | Defensa        | Francisco Viruete | 71' |
| 14 | Defensa        | Héctor Sandoval   | 78' |

| 7  | Centrocampista | Uriel Romualdo | 55'   |
| 11 | Delantero      | David Arteaga  | 65'   |
| 18 | Centrocampista | Luis Araujo    | 90+4' |

| 26' · 52' | Armando Bernal Job González | 1:0 2:0 |

| 70' | Germán Cota |

| Principal  | Áxel Meza Méndez               |
| Asistentes | Michel Caballero Galicia       |
|            | César Eduardo Doroteo Chua     |
| Cuarto     | Iván de Jesús Velasco Villegas |

| Alineación inicial |

#### Final - Vuelta
| 1     | POR   | Héctor López          |     |
| 4     | DEF   | Cristian Silva        |     |
| 5     | DEF   | Donnovan Lizarde      |     |
| 16    | DEF   | Eduardo Velarde       |     |
| 17    | DEF   | Erwin de Jesús        |     |
| 7     | MED   | Uriel Romualdo        | 64' |
| 15    | MED   | Edgar Leyva           |     |
| 22    | MED   | Cuauhtémoc Mora       | 74' |
| 26    | MED   | Leonel Robles         |     |
| 11    | DEL   | David Arteaga         |     |
| 23    | DEL   | Hugo Rodríguez        |     |
| D. T. | D. T. | José Gerardo Espinoza |     |

| 13    | POR   | Luis Gómez        |     |
| 3     | DEF   | Josué Arana       |     |
| 17    | DEF   | Francisco Viruete | 82' |
| 25    | DEF   | Gerardo Escobedo  |     |
| 7     | MED   | Jesús de Lucio    |     |
| 8     | MED   | Roberto Flores    |     |
| 23    | MED   | Jorge Ortíz       | 45' |
| 27    | MED   | Luis Díaz         | 45' |
| 77    | MED   | Germán Cota       |     |
| 9     | DEL   | Armando Bernal    |     |
| 83    | DEL   | Cristian Arriaga  |     |
| D. T. | D. T. | Jaime Durán       |     |

| 3  | Defensa   | Ignacio Dávila   | 64' |
| 14 | Delantero | Saúl Rodulfo     | 74' |
| 9  | Delantero | Arturo Bustillos | 80' |

| 18 | Centrocampista | Job González    | 45' |
| 21 | Defensa        | Luis Navarro    | 45' |
| 14 | Defensa        | Héctor Sandoval | 82' |

| 13' · 68' · 85' | Edgar Leyva David Arteaga Cristian Silva | 1:0 2:0 3:0 |

| 69' · 86' · 90' | David Arteaga Cristian Silva Héctor López |

| 65' · 80' | Josué Arana Luis Navarro |

| Principal  | Maximiliano Quintero Hernández     |
| Asistentes | Alejandro Hernández Rodríguez      |
|            | Pedro Humberto González Villarreal |
| Cuarto     | Ismael Rosario López Peñuelas      |

| Alineación inicial |

| 1     | POR   | Héctor López          |     |
| 4     | DEF   | Cristian Silva        |     |
| 5     | DEF   | Donnovan Lizarde      |     |
| 16    | DEF   | Eduardo Velarde       |     |
| 17    | DEF   | Erwin de Jesús        |     |
| 7     | MED   | Uriel Romualdo        | 64' |
| 15    | MED   | Edgar Leyva           |     |
| 22    | MED   | Cuauhtémoc Mora       | 74' |
| 26    | MED   | Leonel Robles         |     |
| 11    | DEL   | David Arteaga         |     |
| 23    | DEL   | Hugo Rodríguez        |     |
| D. T. | D. T. | José Gerardo Espinoza |     |

| 13    | POR   | Luis Gómez        |     |
| 3     | DEF   | Josué Arana       |     |
| 17    | DEF   | Francisco Viruete | 82' |
| 25    | DEF   | Gerardo Escobedo  |     |
| 7     | MED   | Jesús de Lucio    |     |
| 8     | MED   | Roberto Flores    |     |
| 23    | MED   | Jorge Ortíz       | 45' |
| 27    | MED   | Luis Díaz         | 45' |
| 77    | MED   | Germán Cota       |     |
| 9     | DEL   | Armando Bernal    |     |
| 83    | DEL   | Cristian Arriaga  |     |
| D. T. | D. T. | Jaime Durán       |     |

| 3  | Defensa   | Ignacio Dávila   | 64' |
| 14 | Delantero | Saúl Rodulfo     | 74' |
| 9  | Delantero | Arturo Bustillos | 80' |

| 18 | Centrocampista | Job González    | 45' |
| 21 | Defensa        | Luis Navarro    | 45' |
| 14 | Defensa        | Héctor Sandoval | 82' |

| 13' · 68' · 85' | Edgar Leyva David Arteaga Cristian Silva | 1:0 2:0 3:0 |

| 69' · 86' · 90' | David Arteaga Cristian Silva Héctor López |

| 65' · 80' | Josué Arana Luis Navarro |

| Principal  | Maximiliano Quintero Hernández     |
| Asistentes | Alejandro Hernández Rodríguez      |
|            | Pedro Humberto González Villarreal |
| Cuarto     | Ismael Rosario López Peñuelas      |

| Alineación inicial |

| 1     | POR   | Héctor López          |     |
| 4     | DEF   | Cristian Silva        |     |
| 5     | DEF   | Donnovan Lizarde      |     |
| 16    | DEF   | Eduardo Velarde       |     |
| 17    | DEF   | Erwin de Jesús        |     |
| 7     | MED   | Uriel Romualdo        | 64' |
| 15    | MED   | Edgar Leyva           |     |
| 22    | MED   | Cuauhtémoc Mora       | 74' |
| 26    | MED   | Leonel Robles         |     |
| 11    | DEL   | David Arteaga         |     |
| 23    | DEL   | Hugo Rodríguez        |     |
| D. T. | D. T. | José Gerardo Espinoza |     |

| 13    | POR   | Luis Gómez        |     |
| 3     | DEF   | Josué Arana       |     |
| 17    | DEF   | Francisco Viruete | 82' |
| 25    | DEF   | Gerardo Escobedo  |     |
| 7     | MED   | Jesús de Lucio    |     |
| 8     | MED   | Roberto Flores    |     |
| 23    | MED   | Jorge Ortíz       | 45' |
| 27    | MED   | Luis Díaz         | 45' |
| 77    | MED   | Germán Cota       |     |
| 9     | DEL   | Armando Bernal    |     |
| 83    | DEL   | Cristian Arriaga  |     |
| D. T. | D. T. | Jaime Durán       |     |

| 3  | Defensa   | Ignacio Dávila   | 64' |
| 14 | Delantero | Saúl Rodulfo     | 74' |
| 9  | Delantero | Arturo Bustillos | 80' |

| 18 | Centrocampista | Job González    | 45' |
| 21 | Defensa        | Luis Navarro    | 45' |
| 14 | Defensa        | Héctor Sandoval | 82' |

| 13' · 68' · 85' | Edgar Leyva David Arteaga Cristian Silva | 1:0 2:0 3:0 |

| 69' · 86' · 90' | David Arteaga Cristian Silva Héctor López |

| 65' · 80' | Josué Arana Luis Navarro |

| Principal  | Maximiliano Quintero Hernández     |
| Asistentes | Alejandro Hernández Rodríguez      |
|            | Pedro Humberto González Villarreal |
| Cuarto     | Ismael Rosario López Peñuelas      |

| Alineación inicial |

| 1     | POR   | Héctor López          |     |
| 4     | DEF   | Cristian Silva        |     |
| 5     | DEF   | Donnovan Lizarde      |     |
| 16    | DEF   | Eduardo Velarde       |     |
| 17    | DEF   | Erwin de Jesús        |     |
| 7     | MED   | Uriel Romualdo        | 64' |
| 15    | MED   | Edgar Leyva           |     |
| 22    | MED   | Cuauhtémoc Mora       | 74' |
| 26    | MED   | Leonel Robles         |     |
| 11    | DEL   | David Arteaga         |     |
| 23    | DEL   | Hugo Rodríguez        |     |
| D. T. | D. T. | José Gerardo Espinoza |     |

| 13    | POR   | Luis Gómez        |     |
| 3     | DEF   | Josué Arana       |     |
| 17    | DEF   | Francisco Viruete | 82' |
| 25    | DEF   | Gerardo Escobedo  |     |
| 7     | MED   | Jesús de Lucio    |     |
| 8     | MED   | Roberto Flores    |     |
| 23    | MED   | Jorge Ortíz       | 45' |
| 27    | MED   | Luis Díaz         | 45' |
| 77    | MED   | Germán Cota       |     |
| 9     | DEL   | Armando Bernal    |     |
| 83    | DEL   | Cristian Arriaga  |     |
| D. T. | D. T. | Jaime Durán       |     |

| 3  | Defensa   | Ignacio Dávila   | 64' |
| 14 | Delantero | Saúl Rodulfo     | 74' |
| 9  | Delantero | Arturo Bustillos | 80' |

| 18 | Centrocampista | Job González    | 45' |
| 21 | Defensa        | Luis Navarro    | 45' |
| 14 | Defensa        | Héctor Sandoval | 82' |

| 13' · 68' · 85' | Edgar Leyva David Arteaga Cristian Silva | 1:0 2:0 3:0 |

| 69' · 86' · 90' | David Arteaga Cristian Silva Héctor López |

| 65' · 80' | Josué Arana Luis Navarro |

| Principal  | Maximiliano Quintero Hernández     |
| Asistentes | Alejandro Hernández Rodríguez      |
|            | Pedro Humberto González Villarreal |
| Cuarto     | Ismael Rosario López Peñuelas      |

| Alineación inicial |

| Campeón Temporada 2018-19 |
| ------------------------- |
|                           |
| Cañoneros Marina          |
| 1° Título                 |

## Máximos goleadores
- Datos según la página oficial de la competición.

 Fecha de actualización: 21 de abril de 2019
| Pos. | Jugador               | Equipo                            | Goles | Minutos | Frec.       |
| ---- | --------------------- | --------------------------------- | ----- | ------- | ----------- |
| 1º   | Illian Hernández      | Fresnillo                         | 32    | 2428    | 75,88 min.  |
| 2º   | Antonio de Jesús Nava | Cuautla                           | 22    | 1897    | 86,23 min.  |
| 3º   | Luis González         | Mineros "B"                       | 19    | 1597    | 84,05 min.  |
| 4º   | Osvaldo Ramírez       | Ocelotes UNACH                    | 15    | 2528    | 168,53 min. |
| 5º   | Armando León          | Mineros "B"                       | 14    | 2092    | 149,43 min. |
| =    | Marco Antonio Anaya   | Deportivo Chimalhuacán            | 14    | 1988    | 142,00 min. |
| 7º   | Hugo Rodríguez        | Cañoneros Marina                  | 13    | 2370    | 182,31 min. |
| 8º   | Miguel González       | Dorados "B"                       | 11    | 1955    | 177,73 min. |
| 9º   | Omar González         | Celaya "B"                        | 9     | 1738    | 193,11 min. |
| =    | Jesús Aguirre         | Mineros "B"                       | 9     | 2507    | 278,56 min. |
| =    | Raúl Reyes            | Constructores / Atlético Saltillo | 9     | 2426    | 269,56 min. |
| =    | Mauro Arredondo       | FC Potosino / Celaya "B"          | 9     | 2127    | 236,33 min. |
| =    | Francisco Viruete     | Deportivo Cafessa                 | 9     | 2006    | 222,89 min. |
| =    | Luis Rangel           | Deportivo Cafessa                 | 9     | 1446    | 160,67 min. |

## Asistencia
- Datos según la página oficial de la competición.

 Fecha de actualización: 21 de abril de 2019
| 1  | 2,290 | 286 | Sahuayo vs Mineros "B" (800)                      | Celaya "B" vs Cañoneros Marina (100)             |
| 2  | 3,980 | 498 | Cuautla vs Deportivo Chimalhuacán (1,500)         | Mineros "B" vs Atlético Saltillo (50)            |
| 3  | 3,800 | 475 | Calor vs Cuautla (1,500)                          | Deportivo Cafessa vs Ciervos (100)               |
| 4  | 2,948 | 369 | Ocelotes UNACH vs Sahuayo (1,500)                 | Cañoneros Marina vs Atlético Saltillo (100)      |
| 5  | 3,650 | 456 | Calor vs Deportivo Gladiadores (1,500)            | Fresnillo vs Deportivo Cafessa (100)             |
| 6  | 2,740 | 343 | Ocelotes UNACH vs Deportivo Chimalhuacán (1,500)  | Mineros "B" vs Fresnillo (50)                    |
| 7  | 3,750 | 536 | Calor vs Ocelotes UNACH (1,800)                   | Mineros "B" vs Gladiadores (50)                  |
| 8  | 1,574 | 197 | Ocelotes UNACH vs Cuautla (400)                   | Cañoneros Marina vs Mineros "B" (74)             |
| 9  | 2,550 | 319 | Calor vs Ciervos (800)                            | Deportivo Chimalhuacán vs Constructores (100)    |
| 10 | 1,100 | 138 | Constructores vs Calor (300)                      | Cañoneros Marina vs Fresnillo (50)               |
| 11 | 2,650 | 331 | Calor vs Deportivo Cafessa (1,000)                | Mineros "B" vs Ciervos (50)                      |
| 12 | 2,510 | 314 | Ocelotes UNACH vs Fresnillo (1,500)               | FC Potosino vs Deportivo Chimalhuacán (10)       |
| 13 | 3,400 | 425 | Ocelotes UNACH vs Dorados "B" (1,500)             | Deportivo Chimalhuacán vs Sahuayo (50)           |
| 14 | 1,870 | 234 | Atlético Saltillo vs Deportivo Chimalhuacán (700) | FC Potosino vs Cuautla (20)                      |
| 15 | 2,300 | 288 | Calor vs Atlético Saltillo (1,500)                | Cañoneros Marina vs Deportivo Cafessa (50)       |
| 16 | 2,300 | 328 | Calor vs Deportivo Chimalhuacán (800)             | Cañoneros Marina vs Celaya "B" (50)              |
| 17 | 1,800 | 225 | Atlético Saltillo vs Mineros "B" (1,000)          | FC Potosino vs Cañoneros Marina (50)             |
| 18 | 1,802 | 225 | Ocelotes UNACH vs FC Potosino (500)               | Constructores vs Fresnillo (100)                 |
| 19 | 2,650 | 331 | Calor vs Mineros "B" (1,200)                      | FC Potosino vs Dorados "B" (50)                  |
| 20 | 2,000 | 250 | Ocelotes UNACH vs Atlético Saltillo (1,000)       | Mineros "B" vs Cuautla (50)                      |
| 21 | 7,450 | 932 | Atlético Saltillo vs Dorados "B" (3,000)          | FC Potosino vs Constructores (50)                |
| 22 | 1,650 | 206 | Ocelotes UNACH vs Calor (500)                     | Cañoneros Marina vs Cuautla (100)                |
| 23 | 2,550 | 319 | Calor vs Dorados "B" (1,500)                      | Sahuayo vs Deportivo Cafessa (50)                |
| 24 | 1,080 | 135 | Ocelotes UNACH vs Mineros "B" (400)               | Cañoneros Marina vs Gladiadores (80)             |
| 25 | 3,200 | 400 | Atlético Saltillo vs Celaya "B" (2,000)           | Deportivo Chimalhuacán vs Deportivo Cafessa (50) |
| 26 | 1,700 | 213 | Ocelotes UNACH vs Cañoneros Marina (500)          | Sahuayo vs Fresnillo (50)                        |
| 27 | 4,200 | 525 | Atlético Saltillo vs Sahuayo (2,000)              | Deportivo Chimalhuacán vs FC Potosino (50)       |
| 28 | 1,350 | 193 | Atlético Saltillo vs Fresnillo (500)              | Sahuayo vs Deportivo Chimalhuacán (50)           |
| 29 | 1,700 | 213 | Calor vs Sahuayo (400)                            | Deportivo Chimalhuacán vs Atlético Saltillo (50) |
| 30 | 4,625 | 660 | Atlético Saltillo vs Calor (3,800)                | Sahuayo vs Cuautla (25)                          |